# Litoralul spaniol
Coastele spaniole, care se pliază inclusiv pe vacanțele de vară sunt, precum urmează, de la nord la sud:  Costa Brava, Costa Daurada și Costa del Maresme, fiind situate în comunitatea autonoma Catalunia, care e foarte populară printre turiștii spanioli și francezi, prezentând aici stațiuni precum Salou și orașul Barcelona – are cel mai mare port din Spania - Costa Calida,  situată în Regiunea Murcia, Coaste Mediterane și lacul sărat Mar Menor, care e separat de Mediterana de un banc uriaș de nisip;- Costa del Azahar, Costa Valencia, a căror capitală este orașul Valencia și Costa Blanca (una din cele mai dezvoltate regiuni costale din Spania, foarte populară printre turiștii britanici și germani, având ca și oraș fruntaș de vară Benidorm – toate acestea fiind aflate în comunitatea Valenciana- Costa de Almeria, Costa Tropical, Costa del Sol și Costa de la Luz, toate situate in Andalucia. Printre orașele din această regiune se număra faimoasele orașe ca și Marabella – destinație turistică pentru persoanele cu venituri peste medie – și Malaga, care e, de asemenea, unul din orașele cu cele mai mari porturi din Spania. Spania deține și două arhipelaguri – Insulele Canare, insule vulcanice, situate în Oceanul Atlantic, și Insulele Baleare , situate în Marea Mediterana. Ambele sunt foarte populare în rândul spaniolilor, dar și a străinilor. Pe lângă turismul de vară din Spania, există atât turism cultural și turism de congrese,  cât și turism sportiv sau  de distracții (relaxare), ce s-a dezvoltat, de-a lungul timpului, în aceste regiuni, aici incluzând orașe cunoscute, precum Barcelona sau Valenica, amândouă deținând două dintre cele mai mari porturi de pe coasta mediteraneană din Spania. Turismul practicat în zona litorală, a dat naștere și vieții de noapte, care este prezentă în toate coastele sau orașele insulare; se poate adăuga și gastronomia excelentă de aici. Multe dintre regiunile costale și insulele de aici au o importanță ecologică și naturală destul de însemnată. Există parcuri tematice, precum Port Aventura sau numeroase parcuri acvatice care sunt, de asemnea, populare printre turiștii de orice proveniență.
Costa Brava – festonată de golfuri pitorești, cu plaje atrăgătoare, cu o mare densitate de stațiuni (Blanes, Lloret de Mar, Tossa de Mar, Palamos, Pineda de Mar, Rosos) – întregește spre nord, până la frontiera cu Franța, lanțul coastelor spaniole.

## Costa Daurada
Costa Daurada (limba catalană:Costa Dorada = Coasta de Aur) este o fâșie de coastă, cu o lungime de 216 km, din nordul Spaniei, care se întinde între Vilanova i la Geltrú  în nord și delta Ebro cu localitatea Alcanar în sud. Regiunea Costa Daurada se află în provincia Tarragona. În apropierea Barcelonei, în provincia Catalunia se află unele dintre cele mai frumoase stațiuni ale Mediteranei. Zona de litoral din sudul Barcelonei se numește Costa Daurada (coasta de aur), cu plaje mărginite de palmieri, iar cea din nord se numește Costa Brava (coasta neîmblânzită) și Costa Maresme, caracterizate de o diversitatea de peisaje. Dintre stațiunile sale, se disting câteva: Salou, ca cea mai mare de pe coastă, cu o atmosferă caldă și o viață de noapte dezvoltată; reperul simbol al stațiunii este promenada cu palmieri, care se află chiar lângă plajă. La Pineda și Cambrils sunt stațiuni mai mici și mai liniștite, cu o diversitate de hoteluri și servicii turistice. Sitges este situată cel mai aproape de Barcelona dintre stațiunile Costei Daurada și se distinge prin eleganță și atmosferă exclusivistă. Se pot practica sporturi nautice sau golf, zona dispunând de infrastructură adecvată. Bucătăria locală transformă fructele de mare în adevărate delicatese.Costa Daurada are o suprafață de aproximativ 6283 km2. Deține 10 ținuturi și 183 de municipii. Capitala sa este la Taragona. Este compusă din 12 zone, respectiv: Altafulla, Calafell, Cambrils, Coma-Ruga, El Vendrell, Hospitalet Infant, L Ametlla de Mar, La Pineda, Miami Platja, Montbrio del Camp, Salou, și Tarragona. Pe lângă fâșia de coastă de 216 km lungime, deține și 786 ha de plaje cu nisip fin și foarte curat și deține o apă cristalină și îngustă. Printre apa oceanului și zonele muntoase există un spațiu larg, în care s-au inserat orașele și fermele unde cresc măsline, castani, migdali și vegetale. În această regiune, existând multe hoteluri, zone de campare, vile și apartamente, se pot primi mai mult de 500000 de turiști. În Costa Daurada ajung în jur de 3500000 de turiști sau vizitatori anual. Aici se pot observa vii la tot pasul, această regiune fiind producătoare a celor mai bune vinuri din Spania – vin precum cel puternic de la Prirorat. Marile centre turistice din cadrul plajelor Costei Daurada s-au dezvoltat în ultimul timp. Aici merită vizitate orașele Reus, Valls, Montblanc, și Tortosa, precum și mănăstirile medievale: Poble, Santes, Creus și Scala Dei. Peisajul frumos de la Prades și Siurana, împreună cu zonele muntoase unde se poate practica vânatul sportiv (Tivissa, Cardo și Ports de Tortosa) sunt, de asemenea, atracții ce merita vizitate. Cei în căutare de aventură se vor mulțumi cu vizitarea Deltei Râului Ebro, care prezintă un labirint de lagune, șanțuri și facilitățile pentru vânarea păsărilor. Pentru cei care călătoresc în scop cultural, merită  vizitat, în acest sens orașul Taragona. Se pot distinge, în cadrul acestei coaste, o serie de zone cu plaje, ce prezintă caracteristici distincte. În regiunea nordica, de la Cunit către Mont-roig, se află cele mai extinse plaje. Apoi, Delta Ebro prezintă plaje foarte largi, cu nisip fin și pământuri tipice, formate din aluviuni și, de la  Les Cases d’Alcanar, se află plaje mai lungi, cu lățimi medii și curate, nisip mai greoi, iar, în cele din urmă, Vandellos, L'Ampolla so L'Ametlla de Mar prezintă plaje mai abrupte și înguste, fiind influențate de munții din apropiere.

### Clima din Costa Daurada
Costa Daurada se bucură de un climat temperat mediteranean, caracterizat de o atmosferă clară și întețită și de un cer albastru, în timpul iernii. Acest lucru apare datorită prezenței mistralului care suflă din nord-est în timpul verii și datorită lui gorbi sau vânturile de sud-est. Aceste vânturi păstrează un nivel scăzut al umezelii și îndepărtează ceața sau negura. Temperaturile medii sunt în jur de 7 – 10 C iarna, iar vara sunt în jur de 20 – 26 C, luând în considerare că temperaturile medii din interior, de la coasta în munți sunt cu 2, 4  C grade mai scăzute. În timpul verii umiditatea este unde în jur de 66-69%. Majoritatea ploilor se manifestă în primavară sau în toamnă. Cu toate acestea se întâmplă destul de des să aibă loc ploi intense în timpul verii. Precipitațiile medii anuale sunt de 375–700 mm/an. Exista însă situații când, în aceasta regiune, precipitațiile pot ajunge, în câteva zile sau chiar câteva ore, la 400 mm, fapt ce poate duce la creșterea nivelului râurilor. Costa Daurada deține în mare vreme foarte bună, de-a lungul anului făcând astfel foarte atrăgătoare petrecerea vacanțelor aici.

### Porturile din Costa Daurada
Porturile minunate de aici sunt o atracție în sine. Apele tranchile ale Mediteranei sunt ideale pentru a te bucura de mare și Costa Daurada deține porturi bune, unde se pot duce provizii, unde se pot face acostări de bărci. Portul Comarruga – situat in orașul Comarruga, lângă El Vendrell, în cadrul Costei Daurada. Poate primi în port 265 de corăbii odată și prezintă o adâncime de 3 m. Portul Segur de Calafell – acest port permite acostarea a 233 de corăbii și prezintă diverse facilități, precum apa, electricitatea, rampa, reparații, supermarket și chiar  o bancă. Portul Torredembarra – acesta poate primi 820 de bărci odată  și oferă facilitate precum apa, electricitate, rampa de 2.5m, reparații, banca, bar, lift mobil de 45 de tone, transmițător prin radio, supermarket, informații meteorologice, toalete publice, etc. Portul Taragona – permite acostarea a 442 de nave și prezintă următoarele facilități: apa, electricitate, rampa, reparații, supermarket, și chiar și o banca, dușuri, info meteo, macara, locuri de închiriat mașini, bar, dușuri. Portul Salou – prezintă loc pentru 230 de corăbii și are următoarele facilități: apa, electricitate, rampa, reparații, supermarket, și chiar și o bancă, securitate, macara de 10 tone, transmițător prin radio, toalete publice, dușuri, locuri de închiriat mașini. Portul Cambrils – are loc pentru 533 de nave și deține următoarele facilități: apa, electricitate, rampa, reparații, supermarket, o bancă, toalete publice, rampe de 2.5m, macara de 7.5 tone,  radio transmițător, info meteo, dușuri.  Printre alte porturi amintim: Port de Calafat (loc pentru 405 nave), Portul Hospitalet De L’Infant (cu 575 locuri pentru bărci),  Portul L’Ametlla De Mar (cu 200 de locuri pentru ambarcațiuni), Portul L’Ampolla( cu loc pentru 433 de nave), Portul Sant Carle De Lar ( cu loc pentru 489 de ambarcațiuni), și Portul Les Cases D’Alancar ( cu loc pentru 155 de ambarcațiuni). Mod de transport până în Coasta Daurada. De regulă, se ajunge aici de la aeroportul de la Barcelona, care se numește El Prat de Llobregat. O altă soluție convenabilă poate fi aeroportul Reus, aflat în partea sudica a coastei. La fiecare 30 de minute, pleacă trenuri de la aeroporturile din Barcelona către centrul orasului. Autostrăzile A-7/E-15 servesc cei ce doresc să ajungă în orașele de-a lungul coastei. De asemenea, și autostrada A-16 trece prin Barcelona. De regulă, trenurile care merg către coastă vin din Stația Atocha din Madrid, unde e o linie costală, ce face conexiune cu toate orașele principale. De asemenea, se poate lua și autobuzul din Barcelona, deși uneori sunt neconfortabile și nesigure.

### Muzeele din Costa Daurada
Dintre muzeele de aici se pot menționa: Museu Comarcal del Montsia, Museu de la Vida Rural, Museu de les Mines del Bellmunt Priorat, Museu de les Mines del Bellmunt Priorat, Museu del Port de Tarragona, Museu Pau Casals, Museu del Port de Tarragona . Acest muzeu reprezinta viața din portul Taragona de pe vremea romanilor, pe o perioadă mai mare de 2000 de ani. Exista o exibiție la Moll de Costa ce face referire la pescuit, porturi comerciale și de divertisment.

### Shopping in Costa Daurada
Aici se practică olăritul, lucrări în fier, se fabrică vase pentru vin din piele de capră. Petrecere timp liber in Costa Daurada. Costa Daurada a devenit o foarte cunoscuta destinație turistică pentru cei care vin în vizită aici, cu familia. Orașul Salou este cel mai popular printre cei ce vin cu familiile aici, mai ales cei cu copii, aici existând diverse stațiuni, care sunt propice pentru copii. Aici copiii se pot juca în nisipul fin, construind castele în acesta. Alt plus adus acestei zone este prezența unui parc tematic, de clasă mondială în acest oraș, și anume Universal Studios Port Aventura. Se poate vizita, de asemenea, și parcul acvatic de la La Pineda. Printre alte stațiuni importante de aici meritș menționate: L’Amadrava – potrivită pentru cei în căutare de liniște și relaxare; L’Amella de Mar – un mic port pescăresc, caracterizat de plaje izolate și atmosfera romantic. Les Cases d’Alcanar – este un orășel la margine de mare, iar aici se găsesc campinguri, hoteluri, restaurante și o plajă acoperită de nisip moale. Pentru cei în căutare de petreceri, stațiunea Sitges este ideală.

## Costa del Maresme
Costa del Maresme este situată la câțiva km de Barcelona, prezentând zone litorale înconjurate de dealuri. Aici se găsesc plaje nisipoase foarte lungi și orașe atractive și importante situri turistice. Ceea ce face din această coastă un loc atrăgător este vremea foarte bună, marea mediterană, dealurile și munții pitorești de aici, și, de asemenea, așezarea geografică. Practicarea agriculturii aici presupune, în special, viticultura și creșterea legumelor. Aici este prezentă și industria textilă. Industria piscicolă de aici se concentrează în mare parte în Areyns de Mar, care este al patrulea port ca mărime din Catalonia. Centrul turistic de aici, precum și zonele rezidențiale sunt bine echipate cu baza materiala turistică, adică cu hoteluri, restaurante, zone de camping, zone de petrecere a timpului liber și tot felul de instalații pentru a putea practica activități sportive. Turismul este principala sursă de venit din această regiune, oferind celor interesați sa vină aici servicii de cea mai înaltă calitate. Aici există și oferte pentru cei ce călătoresc în scop cultural. Sunt prezente importante situri arheologice precum Burriac si Mataró, este prezentă arhitectura barocă in Areny de Mar și stil modernist în Canet si Agentona. Alte zone turistice ar fi: Malgrat, Arenys de Mar, Sant Andreu de Lavaneras si Alella. Calella de la Costa y El Masnou – acestea sunt plaje acreditate (blue flag). Alte plaje turistice de aici sunt: Pineda, Sant Pol de Mar, Caldes de Estrac, Vilassar de Mar și Premiá de Mar.

## Costa del Azahar
Costa del Azahar se află la nord de mai celebra Costa Blanca și formeaza o parte a liniei de coastă a provinciei Castellón și Valencia. Printre orașele cunoscute de aici menționăm Peniscola, Benicassim, Castellón de la Plana, Sagunt, Valencia si Cullera. Spre deosebire de Costa Blanca, Costa del Azahar este practic necunoscută de către turiștii britanici sau de către cei care vor să cumpere proprietăți aici. Conform studiilor spaniole, în 2005 doar 900 de britanici trăiau în Castellón, în comparative cu 40000 în provincia Alicante, care se află la doar 120 de km distanță, în sud. Această regiune a fost populată de germani în trecut, dar aceștia au plecat de aici din motive economice. Aceasta coastă este, în general, o zonă neatinsă, cu plaje nisipoase, tufișuri portocalii și lămâi, și, de asemenea, prezintă un climat plăcut și o zonă rurală foarte spectaculoasă. Aici se află în proporție cea mai protejată regiune din toată Spania. Costa del Azahar nu a suferit aceleași dezvoltări, precum Costa Blanca sau îndepartata Costa del Sol. Zona rurală din Costa del Azahar este ideală pentru practicarea turismului rural și este  chiar ideală pentru activități de genul plimbării cu mountain bike-ul, cățărărilor, practicarea rafting-ului, deși drumurile de aici nu sunt cele mai bune. Una din cele mai faimoase stațiuni de aici este Peñíscola, cunoscută ca și “Orașul Mării”, se află în cadrul unui promontoriu pietros, care dă înspre mare. Castelul medieval de aici este înconjurat de case cu ziduri albe și formează regiunea “veche” a orașului. In zilele de azi, Peñíscola se bazează în mare pe turism pe plan economic, deși pescuitul este și a fost important aici, timp de secole. Castelul vechi este cel mai cunoscut obiectiv din Peñíscola, acesta a început sa fie construit din 1294 și a fost terminat în anul 1307. Acest castel este cunoscut din 2 motive: 1) pentru că a fost “scaunul” lui Papa Benedict al XIII-lea (Papa Luna); iar 2) pentru ca a fost folosit pentru filmarea filmului epic “El Cid”. Peñíscola are multe de oferit, în afară de castel și regiunea veche a orașului. Aici există o excelentă plajă nisipoasă, către nord de oras, având  5 km lungime, fiind curată și sigură pentru familii. Pe această plajă se găsesc restaurante, cafenele, magazine. Peñíscola este importantă și pe plan cultural, aici având loc evenimente precum “Premiul pentru povestirea scurtă din orașul Peñíscola”, eveniment care este jurizat de către membrii spanioli ai Academiei Regale de Limbi. Aici mai au loc “Festivalul international de muzica barocă” și “Festivalul interanțional de cinema de divertisment”. Se poate ajunge la Peñíscola pe autostrada N340, sau pe drumul A-7, urmând semnele adecvate de circulație de  pe drum. O alta stațiune cunoscută de aici este Benicassim,  care este localizată în provincia Castellón, la 13 km nord de Castelló de la Plana. Benicassim este cel mai bine cunoscut pentru “Festivalul internațional de muzică rock” de aici, care se ține în luna august. Benicassim are o populație în jur de 14000 de locuitori și se bazează în mare pe turism, pentru a supraviețui pe plan economic. Benicassim are două plaje nisipoase foarte fine (San Vicente și Playa Almadrava) și faciliăți pentru sporturile nautice, și ,de asemenea, are și un parc acvatic “Aquarama”. Printre locurile de vizitat în Benicassim se număra castelul antic Montremós, care a fost construit de mauri în secolul 10, deasupra unei fortărețe romane, Turnul San Vincent din secolul 15, Biserica Parohială neoclasica construită în secolul 18. Benicassim se poate accesa de la drumul A-7, juncțunea 45.

### Turismul din Costa del Azahar
Turiștii de aici provin, de regulă, din rândul spaniolilor, majoritatea călătorind aici in sezonul de vară. Mulți dintre aceștia au proprietăți aici, dar la fel de mulți vin și stau în chirie aici, pe timpul verii. A început să crească numărul turiștilor străini, care vin să stea în diverse stațiuni de aici. Desigur orasul Valencia atrage turisti din alte motive. Valencia este al 3-lea oraș din Spania ca mărime, are o istorie bogată, și prezintă multe obiective interesante ce merită vizitate. Aici se practică forma de turism numita city break, aici venind turisti în acest scop din toată Europa și nu numai.

### Clima din Costa del Azahar
Clima de aici este bună tot timpul anului. Temperaturile depășesc de regulă  30°C și în lunile de vară se depășește chiar și această temperatură. Iernile sunt blânde înregistrând temperaturi în jur de 18°C. Această coastă este protejata de munții din regiune care ajută la formarea unui oarecare microclimat. Acest microclimat limitează apariția ploii și astfel, ca rezultat, această regiune se bucură de mult soare mai tot timpul anului.
| Temperaturi medii maxime in Costa del Azahar | Temperaturi medii maxime in Costa del Azahar | Temperaturi medii maxime in Costa del Azahar | Temperaturi medii maxime in Costa del Azahar | Temperaturi medii maxime in Costa del Azahar | Temperaturi medii maxime in Costa del Azahar | Temperaturi medii maxime in Costa del Azahar | Temperaturi medii maxime in Costa del Azahar | Temperaturi medii maxime in Costa del Azahar | Temperaturi medii maxime in Costa del Azahar | Temperaturi medii maxime in Costa del Azahar | Temperaturi medii maxime in Costa del Azahar | Temperaturi medii maxime in Costa del Azahar |
| -------------------------------------------- | -------------------------------------------- | -------------------------------------------- | -------------------------------------------- | -------------------------------------------- | -------------------------------------------- | -------------------------------------------- | -------------------------------------------- | -------------------------------------------- | -------------------------------------------- | -------------------------------------------- | -------------------------------------------- | -------------------------------------------- |
| °C                                           | Ianuarie                                     | Februarie                                    | Martie                                       | Aprilie                                      | Mai                                          | Iunie                                        | Iulie                                        | August                                       | Septembrie                                   | Octombrie                                    | Noiembrie                                    | Decembrie                                    |
| Aer                                          | 16                                           | 17                                           | 22                                           | 22                                           | 26                                           | 29                                           | 30                                           | 32                                           | 30                                           | 25                                           | 22                                           | 17                                           |
| Apă                                          | 15                                           | 14                                           | 15                                           | 19                                           | 20                                           | 21                                           | 22                                           | 23                                           | 22                                           | 20                                           | 18                                           | 15                                           |

### Porturile din Costa del Azahar
În Costa del Azahar, practicarea yachting-ului și plimbarea cu bărcile sunt foarte populare. Aceste porturi au fost modernizate pentru a putea găzdui ediția din 2007 a competiției “America Cup”, care s-a ținut in Valencia. Porturile din Costa del Azahar sunt: Valencia (are un club residențial de navigații, ce datează din anul 1903; aici este și un bazin olimpic; sunt 4 terenuri de tenis; biblioteca; terenuri de golf; cafenele; restaurante; aici s-a ținut turneul “America’s Cup”); Vinaros (este un important oraș port pe această coastă, fiind important atât comercial, cât și pe plan privat); Peniscola (este un port mic divizat in 2 intr-o zona pentru vase de pescuti si o zona pentru acostarea ambarcațiunilor de dimensiuni mai mici de placere); Oropesa del Mar (este un port pentru ambarcațiuni lungi in extensiune dar si pentru ambarcațiuni mai ușoare de placere; aici se includ facilități precum un café-bar, un club, un bazin de înot, o masă de tennis); Castellon (are loc pentru 250 de ambarcațiuni ușoare de plăcere; facilitățile de aici includ un bar, un restaurant, un loc de schimbare cu dușuri, o școală de navigatie, o parcare, lift de călătorie, apă potabilă, electricitate și o statie de realimentare cu combustibil); Gandia (aici găsim un bazin de înot, o școală de navigație, un heliport, un restaurant, o cameră de schimbare cu dușuri, o parcare); Oliva (aici este un bar, un bazin de înot, un restaurant, o cameră de schimb și dușuri, o școală de navigație, parcare).

### Plajele din Costa del Azahar
Costa del Azahar prezintă o întindere de linie costală nisipoasă. Cea mai importantă secțiune se întinde pe 120 km de la Costa Dorada-Valencia, deși portiunea Valencia-Costa Blanca e la fel constituită din plaje nisipoase curate și populare. Plajele de aici sunt: -Vinaros;-Peniscola; -Oropesa del Mar; -Benicassim (Playa Voramar; Playa Almadrava; Playa Torre San Vicente; Playa Heliopolis); -Castellon; -Valencia; -Gandia; -Oliva; Plajele Vinaros – coasta de lângă orașul Vinaros, care  prezintă multa varietate. Există aici o mixtură de plaje cu pietre și plaje nisipoase, iar majoritatea din acestea sunt bine intreținute și oferă diverse facilități. Fundul apei este pietros, făcând astfel favorabilă practicarea snorkeling-ului pe aceste plaje. Plajele Oropesa del Mar – acestea sunt cunoscute pentru frumoasele plaje de aici. În mare, aceste plaje sunt foarte diverse, fiind și plaje lungi, care se întind înspre nord, iar în contrast sunt golfuri cu ape liniștite în sud. Aceste plaje sunt în mare aurii și prezintă multe facilități. Plajele Castellon – aici linia costală este lungă și nisipoasă. Majoritatea plajelor sunt bine echipate cu salvamari și zone pentru practicarea sporturilor nautice. Câteva plaje de aici ar fi: Playa El Serradal;  Playa Gurugu; Playa El Pinar. Plajele Valencia – acest oraș are o coasta lungă, măsurând 2.8 km. Toate plajele sunt bine dotate, cu salvamari pentru protecție și sunt, de asemenea, dotate cu facilități pentru practicarea sporturilor nautice. Plajele de aici ar fi: Playa Malvarossa; Playa Pineda; Playa Saler. Plajele Gandia – Gandia deține o coastă lungă și nisipoasă, ce măsoară 11 km lungime. Majoritatea plajelor ei sunt bine echipate pentru sporturi nautice și prezintă și salvamari pentru protecție. O plajă de aici ar fi Playa Nord, care are aproape 3 km și este una din cele mai largi plaje din comunitatea Valencia. Prezintă nisip fin și numeroase facilități la îndemană pe plajă – bar, restaurant, servicii salvamar. Plajele Oliva – Oliva are o lungime consistentă de coastă nisipoasă. Majoritatea plajelor sunt bine echipate cu salvamari și zone pentru practicarea sporturilor nautice. Plajele de aici ar fi: Playa Terranova; Playa Pau-Pi (este cea mai populară plaja din Oliva; prezintă nisip auriu, fin și oferă o serie de activități,  printre care și sporturile nautice, și servicii oferite de restaurantele ăi barurile de pe plaja); Playa Aigua Morta.

### Zborurile din Costa del Azahar
Pentru a ajunge aici se poate zbura la aeroportul din Valencia care oferca conexiuni cu majoritatea oraselor europene. Acest aeroport este aeroportul resident al orasului Valencia si a regiunilor din imprejur. Se afla in vest, la 8 km de oras si este bine conectat cu aero-busurile de aici. In fiecare an tot mai multi pasageri zboara aici, in 2005 zburand 4639314. Aeroportul serveste multe rute internationale si o varietate de destinatii internationale desi in mare catre Marea Britanie, Germania, Italia, si Franta.

### Parcurile tematice din Costa del Azahar
Costa del Azahar receptioneaza un numar mare de vizitatori in fiecare an. Datorita prezentei a doua din cele mai mari parcuri tematice din Spania in fiecare din coastele vecine, Costa del Azahar nu prezinta parcuri tematice foarte mari.
Parcurile tematice de aici sunt:
-Port Aventura – este un parc de distractii aflat la sud de Tarragona pe Coasta Daurada. Ofera posibilitatea de a merge pe mountagne rousse si posibilitatea de a lua parte la spectacole de dans, muzicale. O parte din acest parc este dedicate parcului acvatic “Caribe Aquatic”.
- Terra Mitica – este cel mai bine cunoscut parc tematic din Costa Blanca. E localizat in apropiere de Benidorm. E impartit in 4 zone tematice : Grecia Antica, Roma Antica, Egiptul Antic, si Spania Antica.
Parcurile acvatice din Costa del Azahar –  aici se gasesc parcuri acvatice moderne, curate, ce prezinta conexiuni bune de transport.
Port Aventura - O parte din acest parc este dedicate parcului acvatic “Caribe Aquatic”.
Aquopolis Cullera –  parcul din Cullera este foarte bine vazut de localnici dar si de turisti. Prezinta multe facilitati acvatice interesante precum bazine de inot de diverse marimi; aici exista si restaurante si localuri fast-food.
Aquarama Benicassim – Acest parc acvatic din Benicassim s-a deschis in iunie 2006. Are facilitati precum tobogane mari, un tobogan cu vartej, bazine de inot, un lac, si desigur prezinta si o zona unde se poate lua masa.

### Hoteluri in Costa del Azahar
Cateva hoteluri din Port Aventura: Hotelul Statiunea Carribe **** – e un hotel in stil caraibian, avand in total 39 de camere. Oaspetii au acces la un bazin si o gradina comunitara;  Hotelul El Paso **** - acesta se afla in parcul tematic Universal Studios din Puerta Aventura. E situat la cateva ore distanta cu masina de orasul Salou; Hotelul Port Aventura ****– este construit in stilul satelor mediteraneene. Se gaseste la intrarea in parcul tematic de aici.
Coasta de Valencia se intinde de-a lungul unei provincii cu doua tipuri distincte de peisaje : costal si montan. 
Pe caosta se afla districte prospere care se bucura de pamantul fertile, cu terenurile irrigate ce formeaza un mosaic verde tot timpul anului. Pe de alta parte, in spatele undei zone cu stanci în care irigarea uscata si luminata a fermelor este caracterisitca, se aflta salbaticul, aproape necunoscutul tarm intern; arcul muntos al zonei montane din Valencia, taie pe aici si impresioneaza prin canioanele de aici si padurile de pin unde pesterile si adaposturile preistorice pastreaza inca desene pe peretii acestora care nu au fost descoperite. Coasta nisipoasa cu ape de loc adanci are un singur element geografic impozant si anume Cape Cullera. Acesta este punctul unde marea se intalneste cu muntele. Plaja este flancata de o bariera de dune de nisip si de catre zone inmlastinate precum Pugi si Xeraco si bazine de apa proaspata. Deasupra tuturor se afla laguna Valenciei. Aceasta coasta este traversata de 4 rauri care isi incep calatoria in munti : Palancia, Turia, Xuquer, si Serpis. Aceste rauri meandreaza in jos catre coasta unde intra in mare. Aici apare trafic in cadrul si in jurul porturilo Sagunta, Valencia si Gandia. In aceste porturi se gasesc facilitati moderne de pescuit, si centre turistice de unde turistul are sansa de a descoperii frumusetea tinuturilor muntoase, a pasurilor din munti, a zonelor de campare, a oraselor romane si iberice, a castelelor si turnurilor.

## Costa Blanca
Costa Blanca se referă la peste 200 km de coastă aparținând de provincia Alicante din Spania. Numele de "Costa Blanca" a apărut ca nume promoțional folosit de compania aeriană BEA când au lansat zborurile între Londra și Valencia în 1957. Are o industrie turistică bine dezvoltată, fiind o destinație populară printre turiștii britanici și germani. Se întinde de la orașul Denia în nord, dincolo de care se află Costa de Valencia, până la Torrevieja în sud, dincolo de care se află Costa Calida. Aici se găsesc destinații turistice importante, printre care Benidorm și Alicante.

### Turismul din Costa Blanca
Pana recent Costa Blanca a fost vazuta de multi ca si o coasta neatinsa. Astazi e importanta destinatie turistica pentru multi cetateni europeni, fie pentru cei ce merg sa-si petreaca aici vacantele, fie pentru cei carora le place sa calatoreasca sau pentru cei care doresc sa se mute pentru totdeauna aici. Acest fapt a indus aici o tenta de cosmopolotasim mentinand inca vii traditiile culturale de aici. 
Aceasta costa e zona naturala foarte frumoasa. Fiind flancata de munti si prezentand o diversitate a terenului aceasta costa prezinta posibilitatea de a face si vedea multe lucruri interesante. Aici sunt prezente plaje(blue flag beaches), poteci montane, insule, rezervatii naturale si sate autentice spaniole.
Aceasta regiune este afectata pozitiv de catre numarul in crestere a vizitatorilor care vin aici. Printre oferte prezente aici se numara cele de natura sportiva (bazate pe apa si pamantul de aici), sau cele de natura culturala precum muzeele, galeriile de arta si siturile cu importanta istorica.
Gastronomia este de asemenea importanta in aceasta regiune existand aici restaurante locale si internationale ce servesc diverse feluri de mancare. Pestele proaspat este o delicatesa aici (cum este si in alte coste); de asemenea si carnea este foarte importanta aici.
Costa Blanca este foarte bine cunoscuta pentru climatul ei bland si se bucura de mult soare, acesta fiind intens aici timp de 320 de zile pe an. Soarele este cel mai intens in timpul lunilor de vara, avand in aceasta perioada temperaturi ce rareori scad sub 30 °C. Iernile sunt de regula blande cu mediile situandu-se undeva la 18 °C.
Valea Jalon
Portiunea interna a regiunii nordice a Costei Blanca este considerate de multi ca si fiind una din cele mai frumoase zone rurale din Spania. Valea Jalon este un exemplu perfect ce ilustreaza acest fapt, prin frumusete naturala, vegeatie si munti.
Valea Orba
Portiunea interna a regiunii nordice a Costei Blanca este considerate de multi ca si fiind una din cele mai frumoase zone rurale din Spania. Valea Orba este un exemplu perfect ce ilustreaza acest fapt, prin frumusete naturala, vegeatie si munti.

### Clima din Costa Blanca
Aceasta coasta este bine cunoscuta pentru climatul bland de aici. In mare linia coastei este protejata de catre dealuri si munti inalti formand astfel un microclimat. Acest fapt limiteaza aparitia ploii, si ca rezultat aceasta regiune se bucura de o durata intensa de stralucirii a soarelui de peste 320 de zile pe an.
Soarele este cel mai puterninc in cadrul lunilor de vara, temperaturile scazand rareori sub 30 °C. Iernile sunt de regula foarte blande cu mediile ajungand la temperaturi in jur de 18 °C.
Costa Blanca este bine cunoscuta pentru lacurile sarate de aici (sarea fiind o importanta sursa pentru export). Acest lucru afecteaza nivelurile umiditatii facand ca si aerul sa fie mult mai uscat aici decat este in unele parti din restul Spaniei sau chiar a Europei. Nivelul scazut al umiditatii impreuna cu climatul bland a făcut ca Organizatia Mondiala a Sanatatii (WHO) sa declare aceasta parte a Spaniei ca fiind una din cele mai santoase regiuni ale planetei din punct de vedere climatic.
Temperaturile medii maxime din Costa Blanca (Alicante)
C°	Ianuarie	Februarie	Martie	Aprilie	Mai	Iunie	Iulie	August	Septembrie	Octombrie	Noiembrie	Decembrie
Aer	16	17	22	22	26	29	30	32	30	25	22	17
Mare	15	14	15	19	20	21	22	23	22	20	18	15

### Porturile din Costa Blanca
Costa Blanca este un loc prielnic pentru cei cu barci sau yacht-uri. Aici exista 20 de porturi de ambarcațiuni sau de yachting, si exista proiecte pentru a se face altele in viitor. Datorita cresterii populatiei si a veniturilor din aceasta regiune a aparut nevoia de mai mult spatiu de acostare, si astfel guvernul a făcut demersuri in acest sens pentru a spori infrastructura situata la marginea litoralului.

### Zborurile din Costa Blanca
Odata cu aparitia “aeroporturilor bugetare” competitia care sa forteze scaderea preturilor practicate de aeroportui la nivelul Europei a crescut foarte mult. Un exemplu foarte bun in acest sens este Costa Blanca.
Aceasta comeptitia are doar beneficii pentru clienti, si astfel s-a ajuns sa fie mai ieftin sa te intorci la Spania cu avionul decat ar fi sa iei un bilet de tren pentru a calatorii in Marea Britanie.
In orasul Alicante este  aeroportul ce apartine de Costa Blanca, care se cheama El Altet.
Aeroportul din Alicante prezinta una din cele mai bine servite rute din Spania avand peste 7 milioane de pasageri ce trec prin acesta anual. Majoritatea aeroporturilor importante din diverse parti ale Marii Britanii si Europa zboara aici de mai multe ori pe zi. 
Zborurile mai ieftine alaturi de cresterea traficului aerian au facut cumpararea unei vacante in tara natala Spania sa fie una care intradevar merita. 
Parcurile Acvatice din Costa Blanca – exista o abundenta de parcuri acvatice amplasate de-a lungul coastei, de la dimensiuni mici la mari, oferind o varietate de facilitati si posibilitati de distractie pe diferite curse acvatice amenajate in cadrul parcurilor. Majoritatea acestora sunt concentrate in zonele centrale ale Costei Blanca.
Festivalurile din Costa Blanca – Spaniolii sunt faimosii pentru fiestele lor, iar Costa Blanca prezinta in abundenta asemenea festivaluri. Exista multe fieste de-a lungul anului, unele mai mari decat altele. Majoritatea sunt pline de viata si culoare tinand pana la ore tarzii ale noptii, unele tinand chiar si o saptamana. 
Multe din festivalurile de pe Costa Blanca corespund unei perioade particulare ale istoriei regiunii. In aceste cazuri festivalurie vor avea loc fie mai sus fie mai jos de-a lungul coastei. Fiecarui oras ii vine astfel randul de a organiza festivaluri, evitand astfel organizarea mai multor festivaluri in acelasi timp.

## Costa Cálida
Costa Cálida care tradusa inseamna “Coasta Calda” se intinde pe aproixamtiv 250 km de-a lungul coastei mediterane a provinciei Murcia. Aceasta regiune are un microclimat ce prezinta temperaturi anuale foarte ridicate – de aici si numele de “Coasta Calda” - si de asemenea prezinta un grad relativ de ariditate (aici existand mai putin de 34 cm de precipitatii pe an).
Costa Calida se extinde de la El Mojon in nord, in apropiere de provincia Alicante, la regiunea din apropiere de municipiul Aguilas situat in sud la granita cu provincia Almeria.
Partea nordica a acestei linii de coasta include Mar Menor – ce tradus inseamna Mica Mare – care este o laguna sarata costala care ajunge la o suprafata de aproximativ170 km2, fiind astfel una din cele mai mari din Europa. Mar Menor e despartita de Marea Mediterana de o fasie de teren lunga de 22 de km care poarta numele de La Manga – aici au fost construite infrastructurile turistice din aceasta reiune si aici este locul în care turismul se poate si s-a si dezvoltat. 
Printre orasele turistice importante de aici merita mentionate Cartagena si Mazarrón.
In cadrul acestei coaste se pot gasi dezvoltate zone rezidentiale, pe langa facilitatile sportive de aici (terenuri de golf, cluburi de tenis, etc.) si posibilitatile de distractie.
Fiind bine cunoscuta pentru faptul ca viata aici nu este foarte scumpa si fiind cunoscuta pentru plajele excelente de aici aceasta coasta are multe de oferit. S-a investit deja mult in incercarea de a conserva vestigiile istorice si elementele de arhitectura mostenita (mai ales in Cartagena si Murcia). Aici sunt multe fieste (festivaluri) de-a lungul anului calendaristic, dintre care unele sunt foarte spectaculoase si merita intradevar urmarite. Gastronomia de aici este foarte buna, existand mancare buna la preturi accesibile in toata coasta. Sunt de asemenea multe locuri în care se poate practica shopping-ul, aici putandu-se cumpara de la suveniruri la bunuri locale si chiar obiecte de manufactura, sau obiecte ce tin de moda. Aici se gasesc si centre moderne de cumparaturi.  
Costa Calida este bine cunoscuta pentru lacurile sarate de aici (sarea fiind o importanta sursa pentru export). Acest lucru afecteaza nivelurile umiditatii facand ca si aerul sa fie mult mai uscat aici decat in e in unele parti din restul Spaniei sau chiar a Europei. Nivelul scazut al umiditatii impreuna cu climatul bland a făcut ca Organizatia Mondiala a Sanatatii (WHO) sa declare aceasta parte a Spaniei ca fiind una din cele mai santoase regiuni ale planetei din punct de vedere climatic.

### Clima din Costa Calida
Aceasta coasta este bine cunoscuta pentru climatul bland de aici facand din ea o destinatie ideala pentru turisti atat vara cat si iarna. In mare linia coastei este protejata de catre dealuri si munti inalti formand astfel un microclimat. Acest fapt limiteaza aparitia ploii, si ca rezultat aceasta regiune se bucura de o durata intensa de stralucirii a soarelui de peste 320 de zile pe an.
Soarele este cel mai puterninc in cadrul lunilor de vara, temperaturile scazand rareori sub 30 °C. Iernile sunt de regula foarte blande cu mediile ajungand la temperaturi in jur de 18 °C.
Provincia Murcia si astfel implicit si Costa Calida sunt bine cunoscute pentru lacurile sarate de aici (sarea fiind o importanta sursa pentru export). Acest lucru afecteaza nivelurile umiditatii facand ca si aerul sa fie mult mai uscat aici decat e in unele parti din restul Spaniei sau chiar a Europei. Nivelul scazut al umiditatii impreuna cu climatul bland a făcut ca Organizatia Mondiala a Sanatatii (WHO) sa declare aceasta parte a Spaniei ca fiind una din cele mai santoase regiuni ale planetei din punct de vedere climatic.
Temperaturile medii maxime din Alicante
C°	Ianuarie	Februarie	Martie	Aprilie	Mai	Iunie	Iulie	August	Septembrie	Octombrie	Noiembrie	Decembrie
Aer	16	17	22	22	26	29	30	32	30	25	22	17
Mare	15	14	15	19	20	21	22	23	22	20	18	15

### Porturile din Costa Calida
Costa Calida este un loc prielnic pentru cei cu barci sau yacht-uri. Aici exista destule porturi de ambarcațiuni sau de yachting, si exista proiecte pentru a se construi altele in viitor. Datorita cresterii populatiei si a veniturilor din aceasta regiune a aparut nevoia de mai mult spatiu de acostare, si astfel guvernul a făcut demersuri in acest sens pentru a spori infrastructura situata la marginea litoralului.
Plajele din Costa Calida
Costa Calida are destule de oferit cand vine vorba de plaje. Toate plajele de aici sunt de inalta calitate fiind  “blue flag rated”, si de asemenea sunt numeroase. Majoritatea sunt acoperite de nisip dar exista si plaje cu pietricele si unde exista nise pietroase unde se poate practica cu succes snorkeling-ul. Aici curatenia este bine pastrata, iar salvamarii se afla in zonele cele mai populate cu oameni.

### Parcurile acvatice din Costa Calida
Majoritatea parcurilor acvatice se afla in partea sudica a Costei Blanca care se afla la o distanta scurta de Costa Calida. Exista parcuri acvatice ce variaza de la mai mici la mai mari, si acestea ofera posibilitatae de distractie prin facilitatile existente in cadrul lor. Cele mai apropiate sunt centrate in jurul orasului Torrevjeja. 
Parcurile de distractie si cele tematice din Costa Calida
Cel mai apropiat parc tematic de Costa Calida este Terra Mitica (un parc ce apartine de Paramount) aflat in apropierea lui Benidorm ce se afla pe coasta vecina Costa Blanca. Acest parc este cel mai mare parc tematic din Spania. Acest parc este ideal pentru cei ce vin aici in calatorie sau vacanta cu familia. Parcul este impartit in 4 zone tematice – Grecia Antica, Roma Antica, Egiptul Antic, si Spania Antica. Aici exista un montagne russe de lemn si unul modern de otel, exista multe curse cu masinute. Exista o zona mare de parcare, restaurante, baruri etc.
Este deschid de la sfarsitul lui martie pana la sfarstiul lui septembrie, iar perioadele de maxim interes sunt octombrie, noiembrie si decembrie.
Preturi (2004) 
Adulti              32€
Copii (5-10)     24€
Oameni in varsta (60+)    24€

## Costa de Almeria
Costa de Almeria 
Provincia andaluza Costa de Almeria se afla in sud-estul Spaniei. Aceasta regiune prezinta mai mult de 320 de km de linie de coasta. 

### Clima din Costa de Almeria
Vremea de aici este superba – soarele straluceste intens 320 de zile pe an, temperature medie este 27 °C vara si 15 °C iarna.
Temperaturi medii maxime in Almeria
C°	Ianuarie	Februarie	Martie	Aprilie	Mai	Iunie	Iulie	August	Septembrie	Octombrie	Noiembrie	Decembrie
Air	16	17	22	22	26	29	30	32	30	25	22	17
Sea	15	14	15	19	20	21	22	23	22	20	18	15
Acest fapt face ca Almeria sa fie o destinatie atractiva pentru turisti pe durata intregului an. Pe langa aceste lucruri , aceasta regiune este inconjurata de munti, iar iarna se poate merge la schi in statiunile din Sierra Nevada aflate in apropiere de Granada care este la o distanta de cam 2 ore si jumatate de condus. 
Anumite parti din aceasta regiune sunt uscate si aproape desertice, astfel aici au putut fi trase filme precum “The good, the bad, and the ugly”. Aici se gasesc facilitate sportive de inalta clasa. Almeria a fost desemnata sa fie organizatoarea din 2005 a editiei a 15-a a jocurilor mediteraneene. Aici se gasesc facilitati sportive de inalta clasa si mai ales pentru cei ce practica golf, fiind si terenuri aici.

### Turismul din Costa de Almeria
Costa Almeria este un loc grozav pentru petrecerea vacantelor, este neatens, dar are tot ce si-ar dori orice turist. De cand s-a deschis pe rutele cailor aeriene bugetate Ryan Air si Easyjet aceasta coasta este in sfarsit accesibila.
Cel mai important obiectiv din Almeria este Alcazaba o fortareata araba, construita in seculul 10 de catre Caliph de Cordoba Abdar Rahman al III-lea.
In Gergal, Sierra de los Filabres, se poate vizita un centru astronomic unde se poate gasi cel mai puternic telescop din lume.
Se pot vizita multe sate de trogloditi care merita vizitate pentru a vedea cum acestia stau in pesteri sapate in dealuri. Satul Santa Fe de Modujar merita vazut.
Almeria are multe festivaluri incluzand Carnavalul si Saptamanile Sfinte. Totusi cel mai important eveniment este Fair Almeria.
Apa de-a lungul coastei este clara si este de regula foarte calda precum este si aerul. Plajele sunt bine intretinute si sunt nisipoase.
Exista cateva terenuri de golf care merita sa fie vizitate. Aici se practica practice orice sport acvatic posibil, precum si echitatia sau cataratul pe muntii din zona.
Porturile din Costa de Almeria
Aici sunt populare plimbarile cu barcile si yachtingul. Aceasta coasta prezinta o multitudine de porturi de-a lungul malurilor. Datorita cresterii populatiei si a veniturilor din aceasta regiune a aparut nevoia de mai mult spatiu de acostare, si astfel guvernul a făcut demersuri in acest sens pentru a spori infrastructura situata la marginea litoralului.
Primele cinci portuti din Costa Almeria sunt:
-	Almerimar Puerto Deportivo – acest port este localizat intre Punta de los Baños si  Punta de las Entinas, si 8 km catre vest de farul Punta Sabinal;
-	Roquetas de Mar Puerto Deportivo de Roquetas de Mar – acest port este unul pescaresc, langa care se gasesc facilitati pentru sporturi acvatice, si dune de nisip de la Punta Sabinal. Nici Castelul Sa nu se afla departe de aici;
-	Almeria Club del Mar de Almeria – Aici se gaseste fortareata arabeasca Alcazaba;
-	San Jose Puerto Deportivo San Jose – aici sunt 244 de danii de la 5 la 12 m dintre care un sfert sunt de inchiriat. De aici se pot observa peisaje frumoase si exista si o plaja frumoasa.

### Plajele din Costa de Almeria
Acestea sunt : Plaja San Miguel de Levante; Plaja La Garrofa; Plaja San Telmo; Plaja Las Olas; Plaja Nueva Almeria; Plaja El Bobar; Plaja El Perdigal; Plaja El Toyo; Plaja Retamar; Plaja Torregarcia; Plaja Las Amoladeras; Plaja San Miguel de Cabo de Gata; Plaja La Almadraba de Monteleva; Plaja Las Salinas de Cabo de Gata; Plaja La Almadraba de Monteleva; Plaja La Fabriquilla; Plaja San Miguel de Poniente.
Plaja San Miguel de Levante e o plaja medie ce acopera golful San Miguel si regiunea turistica Almerimar. Prezinta plaje nisipoase, destule locuri de parcare si facilitate precum toalete, dusuri, umbrele, facilitati pe roti. Aici atat politistii cat si salvamarii sunt foarte vigilenti.
Mod de a ajunge in Costa de Almeria
Exista 5 aeroporturi internationale care ofera zboruri ieftine din Marea Britanie care au acces catre Coasta Almeria. Aceste aeroporturi internationale sunt Almeria, Murcia, Alicante, Granada, si Malaga. Aeroportul Almeria se afla in centrul regiunii facand ca si orice oras din regiune sa fie doar la 1 ora distanta de acest aeroport. Murcia este urmatorul aeroport care se afla in nordul Almeriei. Se poate zbura si la Malaga, care e la aproximativ 2 ore si jumatate distanta cu masina, fiind situate in sudul regiunii Almeria. Accesul aici va fi din ce in ce mai facil datorita faptului ca au loc modernizari atat la aeroporturi cat si pe caile rutiere.  

### Parcurile acvatice din Costa de Almeria
Dintre aceste parcuri enumeram: Mario Park Parque Aquatico, Park Aquatico Vera. Aceste parcuri detin dotari precum bazine, masini de facut valuri, restaurante, zone de picnic, tobogane pentru copii, etc.
Parcuri de amuzament si tematice din Costa de Almeria
Mini Hollywood – este un oras din vestul salbatic cu spectacul, cowboys, muzee, restaurante, un zoo si o serie de animale, si un loc de joaca pentru copii. Aici s-au filmat filme gen western precum “A fist full of dollars”. Cost: €17 for adults €9 for children

### Centrul Astronomic
Aflat in Gergal, Sierra de los Filabres, acesta prezinta cel mai puternic telescop din lume.
Satele Trogloditilor
Acestea sunt numeroase aici si merita vizitate, mai ales pentru a vedea cum inca multe familii traiesc in case facute in pesteri sapate in lateralul stancilor.

### Verra Bull Ring
Acest ring este un ring de faimos de coride care a fost reconstruit in stilul vechi
Texas Hollywood – este un studio unde se fac filme, si un parc tematic unde Clint Eastwood si-a făcut filmele despre cowboy precum “The good the Bad and the Ugly” si “Fist Full of Dollars”.
Cabo del Gato-Nijar
Acesta este un parc natural in apropiere de aici si merita sa fie vizitat. Este o zona protejata cu o importanta valoare ecologica datorita faunei si florei ce se gaseste aici.
Fiestele de pe Costa Almeria
Exista numeroase fieste de-a lungul coastei, iar localnicii sunt foarte primitori fata de turistii care vor sa participe la ele. Principala fiesta este cea de vara care are loc in ultima saptamana a lui august. Aceasta traditie are loc din evul mediu. In fiecare an  fiestele inchid circulatia pe drumuri, oamenii de toate varstele danseaza si canta pe strazi. De regula noaptea au loc concerte tinute de star-uri pop spaniole. Aceste fieste incep la debutul saptamanii si se termina de regula duminica noaptea. 

## Costa Tropical
Costa Tropical este coasta mediterana a provinciei Granada din Spania, care se afla in centrul istoric al Andaluciei. Este rareori numita si “Costa Granada”. “Spinarea” sa este autostrada costala N-340 care se prelungeste pe directia sud-vest – nord-est de-a lungul coastei mediterane spaniole, la granite cu Franta. Daca se merge pe soseaua din est de Malaga, se ajune la Costa Tropical dupa ce s-a trecut de ultimele orase din provincia Malaga – Nerja si Maro, si coasta incepe cu satul pescaresc La Herradura, ce se afla la granita provinciei Granada, si continua pana cand trece de orasul Castillo de Banos la intrarea in provincia Almeria. Aceasta coasta este formata in principal din zone agricole si mici statiuni ce se gasesc in orasele si satele de aici. Aici se afla regiunea Sierra Nevada. Aici este probabil cea mai impresionanta coasta mediterana din Spania. Nu este prea populata in comparative cu restul coastelor spaniole, mai ales datorita trenului mai rigid de aici. Nu se gasesc in aceasta coasta regiuni plate precum sunt in Costa del Sol din Malaga. A conduce pe autostrada N-340 este ca si cum ai conduce pe coasta pacifica din California care este deseori folosita pentru a filma scenele de actiune a unor filme.
Aceasta regiune este vadit mai umeda decat regiunile inconjuratoare, datorita regiunii muntoase din Sierra Nevada care adaposteste Costa Tropical de vant ceea ce in schimb duce la sporirea cantitatii de precipitatii de aici. Aceasi regiune muntoasa creeaza si un micro-climat cu ierni blande si veri blande inspre interiorul Spaniei, prezentand diferente de 10 grade Celsius fata de cealalta parte a muntilor – deci se poate intampla sa fie 38 de grade Celsius intr-o zi de vara in Granada, in timp ce in Costa Tropical sa fie doar 28 de grade Celsius. Iarna se poate sa ninga in Granada, in timp ce in Costa Tropical se pot inregistra 10 grade Celsius.
Principalele orase de aici din coasta sunt Almuñécar cu o populatie de 23000 de locuitori, si Motril care are o populatie de 56000 de locuitori. Almuñécar este un oras statiune si un centru agricultural. Vara populatia se dubleaza datorita turistilor ce vin aici in vacanta. Acest oras este foarte cautat de turistii spanioli si de catre turistii, pensionarii si rezidentii din nordul Europei. Aici au avut loc anumite renovari ce au avut efecte adverse asupra mediului inconjurator. Motril este mai mult un oras ce se bazeaza pe agricultura si manufactura, detinand si un mic port la mare, decat o destinatie turistica.
Orasele mici si mai putin dezvoltate de aici fac din Costa Tropica o coasta mai in stilul traditional spaniol, in comparatie cu alte coaste precu Costa del Sol. De asemenea aceasta coasta este una mai ieftina. In weekend-uri, Costa Tropical este o destinatie favorite pentru cei din orasul Granada, iar vara este foarte populara pentru toti spaniolii.
Costa Tropical prezinta si o importanta valoare istorica, aici existand picture preistorice in pesteri de langa Nerja; aici sunt multe ruine romane inclusiv drumuri, poduri, cladiri, fabrici de peste, sisteme de irigatii care sunt folosite si in zilele de azi; aici sunt si o abundenta de ramasite ale cuceritorilor arabi din aceasta regiune. De fapt Almuñécar a servit drept punct de intrare in peninsula si a fost locul bazei pentru Abd ar-Rahman I in anul 755, care a venit din Damasc si care a fost fondatorul dinastiei independente musulmane care au condus o mare parte din peninsula Iberica timp de 300 de ani. 
Costa Tropica se afla la doar o ora distanta cu masina de Granada si putin mai departe de aeorportul Malagai. Costa Tropical se afla aproape si de alte destinatii turistice precum Marbella, Ronda, Sevilla, Cordoba, si comorile istorice ale Ubeda si Baeza din provincial Jaen. Costa Tropical este usor accesibila cu autobuzul, sau masina, datorita autostrazilor foarte bune de aici. Autobuzele sunt punctuale, confortabile si la pret redus. Infrastructura de aici este bine dezvoltata iar orasele Malaga si Granada pot suplini orice nu se gaseste in Costa Tropical. In Malaga si Granada exista servicii de aeroport si de tren foarte bune. 

### Clima din Costa Tropical
Aici este singurul microclimat subtropical din Europa. Aceasta regiune este protejata de efectele iernii europene de catre muntii Sierra Nevada in nord, iar in sud Africa ajuta la protejarea fata de efectele climatice atata mediteraneene cat si atlantice, rezultand in brize sudice calduroase. Astfel rezulta un climat placut si sanatos, ce prezinta un soare ce straluceste intens tot anul – aproximativ 320 de zile pe an. Iarna, la mijlocul zilei se inregistreaza temperaturi de 18 de grade Celsius, iar vara se ajunge la aproximativ 25 de grade Celsius, iar in mijlocul zilei se ajunge chiar la 30 de grade Celsius sau chiar si mai mult, dar aici nu exista umiditatea specifica tropicelor. WHT a declarat Costa Tropica ca fiind una din cele mai sanatoase regiuni din lume. E incredibil cand te gandesti ca la doar o ora distanta cu masina ajungi la Sierra Nevada unde se poate schia si practica alte tipuri de sport de iarna tot timpul anului. Granada este un loc incredibil în care poti schia dimineata, iar dupamasa te poti bucura de soare si de plaja. 

### Plajele din Costa Tropical
Costa Tropical detine 28 de km de plaje. Muntii de aici coboara inspre mare, creand o serie de golfuri si promontorii de-a lungul coastei, si fac din aceasta regiune a coastei sudice din Spania una din cele mai pitoresti. Aceasta este una din coastele mai  putin populate, datorita faptului ca plajele de aici sunt mai putin cunoscute de catre turistii straini.
Dintre plajele de aici merita mentionate:
- Baranco de Enmedio – este un loc foarte bun si cunoscut de inot. Plaja de aici este formata din nisip inchis si prezinta pietricele pe suprafata sa. 
-Los Berenueles – aici se afla portul de distractie numit Marina del Este.
- Gabria – fasfasfasfasf fas fa fa
-Calabajio – aceasta prezinta nisip fin si pietricele pe suprafata sa, si este un loc perfect pentru construirea castelelor din nisip. Apa de aici este putin adanca, fiind o plaja ideala pentru copii. Un alt atu este faptul ca este o plaja putin populate. 
- Calahonda 
- La Caletilla 
- Cantarriján – este asezata intr-un golf izolat. Accesul la aceasta plaja se face mergand pe un drum abrupt dintr-o rezervatie naturala. Accesul catre sosea se face la vest de tunelul Cero Gordo.
- Carchuna
- Casarones – aceasta este o plaja mica aflata aproape de satul Castillo de Banos
- Castell de Ferro 
- Cotobro – este o plaja mica, aflata la poalele dealurilor Cotobro, si e inconjurata de stanci. Este un loc ideal de pescuit.
- Curumbico – este o plaja cu nisip inchis la culoare si fin. Accesul aici se face pe la plaja Cabria.
- La Herradura – se afla intr-un golf mare flancat de promontorii stancoase. Este o destinatie populara pentru Granadinos.
- La Mamola – este un loc foarte bun de pescuit. Aici se gasesc si baruri, restaurante, supermarket-uri, si magazine de suveniruri.
- Motril 
- El Muerto Naturist – este o plaja izolata situata intr-un golf pietros ce poate fi accesat pe jos din plaja Cotobro. Aceasta plaja a fost initial o plaja de nudisti. 
- Melicena
- Playa de Poniente – aceasta plaja din Motril este una mare, pietroasa, si plina de actiune. Este o plaja unde se practica sporturi nautice, aici fiind si clubul nautic si clubul portului. Aici se poate practica si water-ski, datul cu parapanta, scuba-dive(scufundari) si altele. Aici are loc si licitari de mancare de peste. Aici se gasesc si multe baruri, magazine, restaurante, locuri de campare.
- Playa de Granada – este o plaja lunga si fina. Aici se afla a 18-a gaura de pe terenul de golf Los Moriscos.
- Playa de la Joya, Motril 
- Puerta del Mar – este una din plajele orasului Almuñécar. Aceste doua plaje sunt separate de stancile citadelei arabe si de catre 3 stanci uriase ce se extend catre mare. Aceasta plaja este lunga si pietroasa, si prezinta o promenada superba.
- La Rábita – este o plaja indragita de spanioli; aceasta are o zona de joaca pentru copii; exista baruri tapas, restaurante, supermarket-uri si mici magazine. Aceasta plaja a crescut in popularitate in ultimul timp.
- Salobreña
- San Cristóbal – este o plaja fina aflata la vest de Almuñécar. Promenada prezinta pe lungimea sa magazine, baruri, restaurante si hoteluri.
- Playa El Tesorillo – prezinta nisip fin si promontorii pietroase. Numele ei vine de la faptul ca in trecut se gaseau aici monezi de aur la marginea apei. Aici se gaseste un turn de post antic de origine morisco. 
- Pozuelo – este o plaja mica aflata langa plaja Rabita, care este inca necunoscuta de turisti.
- Torrenueva 
-  Velilla – este o plaja cu nisip brun ce se gaseste la un km in est de Almuñécar, dincolo de Aquatropic. Aici sunt magazine, baruri, restaurante si hoteluri, un centru de sport nautic de unde se pot inchiria tot felul de facilitati.
- Los Yesos

### Navigarea in Costa Tropical de Granada
Sudul Spaniei reprezinta una din destinatiile de baza pentru navigare in Europa, aici se tin numeroase regate unde entuziastii acestui sport pot veni sa concureze. Conditiile de navigare de aici sunt absolut ideale datorita apelor calme, vantului bland, si datorita vremii excelente de aici. Apa de aici este foarte clara putandu-se astfel practica scuba diving si snorkeling. Aici se pot practica si pescuitul, water ski, si parasailing.
Printre destinatiile de navigatie se numara Costa Brava si Insulele Baleare. Cei experimentati pote merge chiar si in zona Africii de Nord. Porturile din Ceuta in Maroc sunt confortabile si prezinta facilitati excelente incluzand aici baruri si restaurante.
In ultimii ani coasta mediterana spaniola s-a imbunatatit foarte mult in ceea ce priveste facilitatile pentru yachting, aici fiind construite porturi noi. Cele mai bune 2 cluburi de navigare din Costa Tropical sunt Clubul Nautic Motril si Portul del Este, de aici putandu-se inchiria barci si alte facilitati. 

### Zboruri directe catre Granada
Pana acum cativa aeroportul din Granada opera doar in interiorul tarii, iar majoritatea turistilor straini veneau aici ajungand intai la aeroportul din Malaga. Totusi, aeroportul s-a extins in ultimii ani, si acum exista mai multe companii aeriene ce opereaza zboruri directe intre Granada si restul Europei. Compania Ryanair are zboruri regulate intre Granada si Marea Britanie. Ryanair planuieste sa introduca o cursa Dublin-Granada, iar alte companii aeriene fac planuri pentru a aduce de asemenea zboruri internationale in Granada.
Companiile aeriene Vuelving opereaza zboruri directe, si ieftine catre si de la Granada la Barcelona, Paris si Roma, si exista zboruri cu escala catre alte orase ale Europei. Compania Spanair opereaza si zboruri directe intre Granada si alte destinatii europene. De regula biletele sunt foarte scumpe dar ocazional ei ofera zboruri ieftine catre destinatii specifice. In 2003 aeroportul din Granada a primit o jumatate de million de pasageri, iar in 2007 acest numar a crescut la peste un million.  
Este indicat pentru cei ce vin din afara Spaniei sa zboare direct la Granada si nu via Madrid deoarece este cunoscut ca in Madrid se pierd bagajele in mod frecvent; este de indicat sa calatoresti via Madrid doar daca intentionezi sa vi fără bagaje evitand astfel riscul de a-l pierde.
Din Marea Britanie exista zboruri de la Londra prin Ryanair, la Liverpool tot prin Ryanair si East Midlands tot prin Ryanair.

### Aeroportul Granada
Aeroportul Garcia Lorca Granada-Jaen este unul mic, care are si un restaurant. Se afla la 17 km in afara orasului Granada. Acest aeroport este accesibil prin autostrada A 92. Pentru cei vin cu masina de la Malaga, urmeaza autostrada N 331, apoi o iau pe A 359 care se intalneste cu autostrada A 92 langa Loja. Exista un loc de parcare destul de mare ce poate gazdui 500 de masini odata. Aici parcarea costa in jur de 1 euro pe ora. Aeroportul are in cadrul sau si un bar, cateva restaurante, cateva cafenele, magazine, locuri de inchiriat masini, banci, un birou de informatii, si alte oferte diverse.
Transferuri  
Cei ce calatoresc catre alte destinatii din Granada, sau chiar in Sierra Nevada pot comanda trasferuri de la aeroportul din Granada prin comenzile facute online.
Inchiriere masini
Exista numeroase companii ce inchiriaza masini si isi au sediul in incinta aeroportului. Plata trebuie facuta prin carte de credit. Preturile pentru masinile inchiriate sunt cele mai mici in zona aceasta sudica a Spaniei.
Autobuzele
De la aeroport catre centrul Granadai exista curse regulate de autobuze. 
Taxiurile din Costa Tropical
Exista langa terminal un spatiu pentru taxi-uri. Pentru a ajunge in centrul orasului Granada se poate plati pana la 20 de euro. De regula pasagerii nu platesc mai mult decat trebuie, deoarece oamenii din aceasta regiune sunt printre cei mai cinstiti din Spania.
Viata de noapte din Costa Tropical
Costa Tropical prezinta multe activitati ce se pot practica aici in fiecare noapte, mai ales in lunile de vara cand au loc petrecerile de pe plaje, circurile, exista cinema in aer liber, au loc focuri de artificii, festivale de strada, concerte rock, aici se gasesc restaurante al fresco, au loc grataruri, sunt piete de noapte si multe altele. 
Barurile din Costa Tropical
Aici se gaseste cel mai mare numar de baruri pe km2 in Spania. Barurile tarzii se descid la 9 seara si se inchid la 3 dimineata in timpul saptamanii si la ora 4 dimineata in weekend-uri. Un obicei frecvent practicat in Granada se cheama el tapeo si presupune colindarea barurilor pentru a putea savura din diferitele “tapas” sevite cu bauturi gratuite din fiecare bar in parte. Spaniolii deseori merg in o serie de baruri inainte de a merge spre cluburile de noapte.
Petrecerile de pe plaje – Muntii coboara direct inspre zona maritima in Costa Tropical, creand astfel o serie de golfuri nisipoase în care sunt plaje izolate ce sunt ideale pentru organizarea unor petreceri private. Aici au loc petreceri aproape in fiecare seara in timpul verii. De regula acestea tin pana la 7, 8 dimineata. 
Restaurantarie in Costa Tropical
Majoritatea restaurantelor din sudul Spaniei se deschid aproximativ la ora 9 seara. Pentru cei ce viziteaza Spania si sunt obisnuiti sa manance seara la ora 6 sau 7 in tarile lor, este mai greu sa astepte pana la ora 9 seara. Totusi exista restaurante ce stau deschise pana la 3-4 dimineata.
Jazz
Festivalurile
Granada este locul unde se tine Festivalul International de Jazz. Probabil ca Spania este tara în care jazz-ul este cel mai popular. Exista mai multe cluburi de jazz dintre care cele mai populare sunt : Picaro, Secadero, La Telenoera, Los Nogales, Alexis Viernes, Clubul Booga, Jazz Organ, Eshavira, Planta Baja.
Festivalul de Jazz Almuñécar – are loc la mijlocul lui iulie in gradina botanica El Majuelo Almuñécar. Aici au cantat cativa din cei mai mari cantareti de jazz printre care mentionam Mike Mainieri. Johnny Griffin si Benny Golson. Scena se afla mai in jos de un castel maur, iar barurile sunt amplasate in jurul palmierilor.
Flamenco . Exista dezbatere in ceea ce priveste orasul în care s-a nascut flamenco: Sevilla, Jerez de la Frontera sau Granada. Oricare ar fi adevarul un lucru este sigur ca flameco a aparut in Andalucia si in Granada, mai ales in districtul Sacomonte, cartierul tiganesc al orasului, a fost identificat ca o forma de arta. Exista numeroase locuri unde se practica flamenco adica “tabalos” cum sunt numite in aceasta regiunii : Zambra de María La Canastera, Zambra Gitana La Rocio, Zambra Gitana de Los Tarantos, Bar Huerto del Loro, Alhambra, Venta Luciano.
Teatrele din Costa Tropical
Cele mai importante doua teatre din Granada sunt Isabel la Catolica si Alhambra, amandoua avand expozitii clasice, si dramatice moderne. Teatrul Alhambra detine un program de evenimente de-a lungul anului, printre care flamenco, drama moderna, teatru classic, dans contemporary, muzicaluir, comedii, teatru de papusi, si multe altele. 
Teatrul Isabel la Catolica este localizat in partea central dreapta a orasului Granada, si aici au loc o serie de productii dramatice.
Cluburi de dans si disco
Exista o serie de cluburi de dans importante in Granada si Costa Tropical. Aceste cluburi se inchid tarziu dupa ora 6 sau 7 dimineata si uneori chiar mai  tarziu pe la 11 sau 12 dimineata. Unele cluburi nu cer taxa de intrare in timpul saptamanii. Cele mai populare cluburi sunt: Camborio, Granada 10, Club Zoo, Vogue, Club Booga, Planta Baja, Sugarpop, Ouilombo, El Tren, Industrial Copera toate din Granada; Taberna Underground si Sumo din Motril; El Modio din Salobreña.
Cinematografele din Costa Tropical
Acestea sunt: Aliatar ( cu 3 cinematografe); Cine Madrigal; Cinematografele Alhambra 15 (cu 15 cinematografe); Granada 10 (cinema si disco) – acest cinema este localizat intr-o cladire veche care a fost in trecut un teatru. Dupa miezul noptii acest loc devine un disco; Multicines Centro (cu 8 cinematografe); Cinema Neptuno 2000 (cu 15 cinematografe); Cine de Verano Los Vergeles  (cu 4 cinematografe in aer liber).
Circurile din Costa Tropical
Datorita vremii prielnice de aici se pot amplasa circuri care se rotesc saptamanal in cadrul oraselor Granada, Salobreña, Motril sau Almuñécar. Granada a avut de-a lungul anilor o afinitate cu lumea circurilor si este considerate de multi punctual focal al spectacolelor de top circ in Spania. Circul face parte din viata Granadinos.
Piete nocturne
De regula pietele spaniole sunt deschise in timpul diminetii si al dupa amiezii, dar in timpul verii apar si pietele nocturne care de regula apartin de fiestele ce au loc atunci.
In Granada avem urmatoarele piete: Alcaiceria (piata arabeasca, aflata langa catedrala, si se deschide la sfarsitul sezonului de vara); Piata de Carti Granada (piata de carti in aer liber, care au loc la Puerta Real in centrul Granadei); Piata de Ceramica (are loc in Puerta Real si Plaza de Mariana Pineda). 
In Salobreña se afla piata nocturna Night (ce se deschide in fiecare marti si sambata dupa 8 seara in timpul verii). 
Festivalurile din Costa Tropical
Aici au loc festivaluri traditionale, religioase si comerciale in Granada. Printre festivalurile de aici se numara Festivalul International de Jazz, Festivalul de Tango, Festivalul International de Muzica si Dans, Festivalul Magiei, si altele. In aceasta regiune are loc festivaluri aproape zilnic.
Nu pot exista fieste fără focuri de artificii. Spaniolii indragesc aceste focuri de artificii si le fofosesc la aproape toate festivalurile. 
Dintre festivalele in aer liber merita amintite doua: Creamfields – unde vin dj in cadrul acestui festival de club tipic britanic, ce are loc la jumatatea lui august; si Festivalul Rocket – care este un festival de muzica traditionala si contemporana ce  tine 3 zile.

## Costa del Sol
Costa del Sol si Malaga
Informatii generale
Costa del Sol este situata in sudul Peninsulei Iberice, avand 161 km de linie costala in Malaga si extinzandu-se fără limite precise in cadrul provinciilor Granada si Cadiz la ambele capete.
Costa del Sol este considerate o destinatie turistica de la debutul anilor 50 ai secolului trecut. Aceasta zona a fost initial o comunitate rurala în care se practica pescuitul si în care existau ferme, insa acest loc a fost schimbat odata cu aparitia turismului de masa din acea perioada. Astazi infrastructura moderna de aici si climatul foarte prielnic au facut ca provincia Malaga si implicit Costa del Sol sa fie cea mai vizitata din toata peninsula spaniola.
In 2003 au sosit aici peste 8,6 milioane de vizitatori; iar aici exista o capacitate de cazare de peste 70000 de locuri in cadrul a 300 de hoteluri din regiune. Secretul succesului in aceasta coasta a fost abilitatea de a se adapta constant la cererile turistilor.
Ofertele de aici
Exista o vorba aici conform careiea Malaga ar fi un mic continent. Desi suna pretentios aceasta vorba are un sambure de adevar. Provincia Malaga, desi cea mai mica din Andalucia, masurand 7272 de km2, este intradevar un taram al contrastelor, aici fiind prezenti muntii, marea, sate, si statiuni turistice sofisticate. Aici se gaseste cea mai extinsa retea de hoteluri din Spania. 
Ofertele de aici sunt:
Soare si plaja
Aceasta oferta a fost cea care a adus aceasta statiune la nivelul la care a ajuns azi si a rămas una din ofertele turistice de baza aici. Cei 161 km de linie costala din Malaga reprezinta in mare plaje. Majoritatea hotelurilor din provincie se afla aproape de plaje, la fel si restaurantele. Aici se gaseste si cea mai buna clima din Europa.
Plajele de aici sunt de-a dreptul excelente, sunt curatate zilnic si prezinta servicii grozave precum: baruri, restaurante, dusuri, umbrele de plaja, paturi de plaja, palmieri, parcuri pentru copii, zona de acces special amenajata pentru cei cu handicap, servicii de salvamar, politie, sporturi nautice, si multe altele. Exista si plaje pentru nudisti in apropierea unor mici golfuri. Golfurile din jurul zonelor Maro si Nerja formeaza o parte din parcul natural si astfel nu prezinta serviciile mentionate mai sus; cu toate acestea acceste zone prezinta unele din cele mai frumoase plaje din Costa del Sol.
Sporturi nautice
In ceea ce priveste facilitatile sportive nautice din Andalucia, Costa del Sol este in fruntea tuturor celorlalte din aceasta regiune detinand un numar de 11 porturi. Toate aceste porturi ofera intreaga gama de servicii de baza necesare oricarui marinar. In unele porturi exista scoli autorizate de pilotaj unde se poate invata navigarea ambarcațiunilor sau se poate invata procesul scufundarii. 
Aceste porturi prezinta locuri ideale pentru cei ce adora viata de noapte aici fiind restaurante de top si buticuri si magazine de tot felul.
Terenuri de golf
Costa del Sol este numita chiar si Costa del Golf, golful fiind sportul principal de aici. Aici exista peste 40 de cluburi de golf, majoritatea fiind dezvoltate in zona de vest a Costei del Sol in spatele zonelor rezidentiale – aici sunt concentrate cele mai multe terenuri de golf din toata Europa. Un factor important in acest sens este climatul extrem de favorabil de aici, soarele stralucind intens aici timp de 300 de zile pe an.
Aici sunt terenuri de calitate unde au loc numeroase turnee precum : Ryder Cup, Campionatul Mondial, Spanish Open, Volvo masters, si altele. Astazi se construiesc inca multe terenuri de golf in interiorul provinciei.
Turism activ
Din ce in ce mai multi turisti prefera sa faca ceva in loc sa stea si sa leneveasca in timpul vacantei. Oamenii in varsta raman “tineri” deoarece fac exercitii fizice. Daca poate fi si distractiv cu atat mai bine. Din acest motiv turismul activ este foarte practicat aici, avand de oferit cate ceva fiecarei persoane indiferente de varsta acesteia.
Printre activitatile fizice ce se pot practica aici avem: golful, tenisul, tensi de masa, badminton, squash. Fiecare hotel de 4 si 5 stele si unele de3 stele de aici de pe coasta au facilitati ce permit practicarea acestor activitati. 
Multe din hotelurile de categorie medie prezinta in cadrul lor si sali de sport.   
Multe din hotelurile de pe coasta prezinta grajduri si rute minunate prin munti si paduri pentru cei ce doresc sa practice echitatia. Exista aici si 2 scoli: Scoala Ecvestra Costa del Sol aflata in Estepona si Hipodromul Costa del Sol din Mijas. 
Aici se poate practica si alpinismul si cei interesati se pot da chiar cu parapanta aici fiind munti destul de inalti pentru a practica aceste forme de turism. Cea mai buna zona in acest sens de aici este Valea Abdalaji.
Morfologia provinciei Malaga face din acesta o zona ideala pentru calaritul cailor, pentru hoinarit, si pentru plimbatul prin natura. Toate cele 100 municipalitati din regiune au propiile rute. Consiliul local al fiecarei municipalitate organizeaza calatorii pe fiecare ruta, existand un orar precis in acest sens.
Majoritatea oraselor de aici au facilitati sportive si atletice ce pot fi folosite de oricine.
Turism curativ
Turismul curativ este prezent aici prin centrele numite spa care au aparut aici la debutul secolului trecut. Acest tip de turism curativ – spa – nu a reusit sa stea in pas cu cerintele turismului de masa si astfel a disparut, lasand in urma numeroase spa-uri in jurul provinciei. In ultimii ani insa acest spa a făcut o revenire si astfel se redeschid statiunile de tip spa. Azi multe din hoteluri detin facilitati ce permite clientilor practicarea talasoterapiei.  
Unele centre curative sunt aici de zeci de ani; ar fi cazul hotelului Incosol si a Clinicii Buchinger din Marbella. Alte centre de lux s-au deschis mai tarziu; de ex Melia Costa del Sol aflat in Torremolinos, hotelul Byblos din Mijas si hotelul Las Duna din Estepona.
Spatii naturale
In Malaga sunt 23 de regiuni naturale protejate, existand astfel destule lucruri de oferit celor indragostiti de natura.
Maro-Cerro Gordo, aflat in municipalitatea Nerja, este o regiune ce prezinta formatiuni de roci ce ies din apa. Acestea fac parte din aceasi formatiune geologica ca si a regiunilor muntoase vecine Tejeda si Almijara. Aici apar golfuri adanci ce sunt favorabile pentru scufundari. Aici se afla probabil cea mai naturala parte a coastei sudice, si va ramane o regiune virgina fiind o regiune aflata sub protectiei.
In nord se poate observa regiunea naturala Sierras de Tejeda, Almijara si Alhama, ce se intinde pe  40600 ha, fiind astfel a 3-a ca regiune naturala ca marime din Malaga. Varfurile muntoase de aici ating 2000 de metri si sunt de regula acoperiti de zapada pe timpul iernii ( de exemplu Axarquia).
Rezervatia naturala a lacului Funente de Piedra, din nordul provinciei aproape de Antequera, este una din cele mai umede regiuni din Europa, aici existand mii de pasari flamingo.
La 5 km de Antequera se afla El Torcal, o formatiune pietroasa de 20 km2, ce s-a ridicat din apa marii acum 100 de milioane de ani. Actiunea vantului de-a lungul secolelor a făcut ca aceste formatiuni pietroase sa ia forme de catedrale, palate si chiar de monumente de sculptura abstracta.
Intre regiunile Guadalhorce si Antequera se afla Desfiladero de los Gaitanes (George al Cimpoierilor), una din cele mai neobisnuite privelisti din Malaga. Acesta este o despicatura in muntii unde curge raul Guadalhorce. Aici sunt pereti stancosi foarte inalti de fiecare parte, si la cativa km mai incolo se afla lacuri rezervoare pentru orasul Malaga. 
Rezervatia biosferei Sierra de las Nieves cuprinde 10 municipalitati si o parte din Ronda, in nord vestul provnciei, acoperind 93930 ha si fiind astfel cel mai mare areal protejat din provincia Malaga. Aici sunt multe paduri de pinapso, copac unic in partea aceasta a Europei, si aici se afla si Parcul Natural Grazalema. Aici se afla cele mai inalte varfuri din provincie, Torrecilla (1919 m). 
Aici sunt si numeroase gradini precum gradinile tropicale Finca de la Concepcion ce dateaza din secolul 19 – cea mai importanta gradina tropicala din Europa. Mai sunt gradini El Retiro pe drumul Coin – gradina curtezana din secolul 18. Aici sunt multe fantani si sculpturi din diferite perioade, dintre care unele de mare valoare artistica.
Turism cultural
Aceasta regiune a fost populata de multe civilizatii ce au facut ca aceasta regiune sa fie bogata in ramasite arheologice. S-au descoperit picture si obiecte in pestera Nerja, care sunt vechi de 20000 de ani, si in pestera Tesoro din Rincon de la Victoria, si de asemenea si in interiorul provinciei, unde au fost descoperite ramasite megalitice in Antequera.
Fenicienii au fondat Malaka asa cum a fost numita Malaga in secolul 8 i.Hr.. De atunci Costa del Sol a fost cucerita si colonizata de multe ori, fiecare civilizatie lasand ceva in urma sederii sale. Astfel aceasta regiune are o mostenire arheologica si arhitecturala impresionanta.
Din pacate, fiecare civilizatie nou instalata distrugea in mare ce a construit cealalta dinaintea sa. Totusi fenicienii au lasat urme ale anticei Malaka sub fundatia ce se afla in spatele muzeului Picasso.
Exista dovezi importante in ceea ce priveste perioada de ocupatie a romanilor in secolul I Teatrul Roman din Malaga, in Roman Villa din Rio, Verde, Marbella, in primul secol al orasului Acinipo, 25 de km nord vest de Rhonda, unde este un teatru bine prezervat, si in numeroase ramasite de tip “villa” imprastiate in toata provincial. Majoritatea acestora se afla in Antequeram, unde se pot observa splendidele bai romane Santa Maria.
In ceea ce priveste civilizatia maura, exista multe dovezi ce se pastreaza in conditii excelente. Aici includem Alcazaba din Malaga, Castelul Gibralfaro, care a fost un turn de garda important din care se putea observa in tot golful; poarta catre piata Atarazanas, ce dateaza din secolul 12 pana in 13, si ramasitele zidurilor orasului antic ce a inconjurat orasul medieval. In Ronda se afla bine conservate baiele maure si Puerta de Alomcabar ambele datand din secolele13 -14. Alta constructie este Castelul Sohail si Fuengirola.
Trupele crestine ce au cucerit Malaga, au lasat in urma lor cladiri renascentiste numeroase precum Antequera Collegiate si prima parte a Catedralei din Malaga. Cu toate astea stilul baroc a coincis cu bonanza economica care este acum reflectata de-a lungul Malagai. Palate, biserici, centre administrative, toate sunt in stil baroc. A urmat o perioada de decadenta ce s-a extins pana la  revolutia industriala din secolul 19 si din debutul secolului 20, cand turismul a intrat in o noua era de bogatie in aceasta regiune.
Trebuiesc mentionate si muzeele interesante din regiune precum Print din Marbella, muzeul Columbine din Benalmadena, Joaquin Peinado si muzeele legate de lupta cu taurii din Ronda, muzeul Municipal din Antequera, muzeul Berrocal din Villanueva, si noul muzeu Picasso ce se afla in Malaga, si prezinta peste 200 de picturi ale artistiului. Mai este si muzeul de arte populare, Catedrala si centrul contemporan de arta din Malaga, si multe alte muzee mici situate in oraselele din provincie.
Turism de afaceri
Este o motivatie importanta, iar Costa del Sol a realizat potentialul acestui tip de turism cunoscut azi ca sic el de congrese, conventii si de intalniri de afaceri. Aici exista un centru de congres si exibitii in Torremolinos din anii 70. 
Curand exemplul lui Torremolinos a fost luat de catre celelalte orase din Costa del Sol, si astfel avem azi Sala Internationala de Congrese din Marbella si Estepona si desigur, Centrul de Comert si Congres din Malaga. Toate aceste centre detin multiple camera cu diverse functii, care sunt echipate cu cele mai moderne aparaturi audio-vizuale existente.
Unul din motivele pentru care aici prestigiul sectorului de congrese si conventii a crescut este acela ca aici s-au organizat evenimente din cadrul industriei de turism in salii de congres din regiune. Dintre aceste, Costa del Sol a gazduit congresul general al Asociatiei Agentiilor de Turism din Marea Britanei si Germania. Succesul acestora si a multe altor evnimente similare au asigurat succesul acestui tip de turism in aceasta regiune, facand Costa del Sol una din primele destinatii pentru acest tip de turism in Europa.
Expansiunea acestui sector poate fi observat prin construirea a in jur de 20 de hoteluri de 4-5 stele ce oferca facilitati pentru acest tip de turism. Acest sector al turismului este vital pentru economia locala, si e un sector ce nu tine cont de sezonul turistic.
Croaziere
Traficul naval a inceput sa creasca in Malaga doar din ultimul deceniu incoace. Astazi portul din Malaga este unul din cele mai importante din intreaga coasta a Mari Mediterane pentru navele ce au venit aici in scop de afaceri.
Malaga este al 3- lea port din Spania. Aici au incaput in anii trecuti 270 de ambarcațiuni, ce aveau aproximativ 200000 de pasageri. Dintre acestia 60% ce veneau in croaziere transatlantice au vizitat orasul Malaga si provincia.
Dupa renovarile din ultimul timp aici pot acosta orice ambarcațiuni. Aici a stat recent Queen Mary II..
Gastronomie
Costa del Sol prezinta cel mai mare numar de restaurante din toata Andalucia. Aici sunt restaurante de cea mai inalta clasa precum El Tragabuches din Ronda si Café de Paris din Malaga, si Las Dunas din Estepona. In Malga este faimos pestele prajit, o specialitate recunoscuta la nivel mondial, si cel mai bine se exemplifica in plaja Carihuela si regiunea Pedregalejo din Torremolinos si Malaga. 
Pe langa peste aceasta coasta prezinta oferte foarte diverse de mancaruri. De fapt fiecare din cele 100 de municipalitati au specialitati locale. Cele mai cunoscute preparate sunt gazpacho, supa rece de usturoi si rosii, salatele de Malaga, supa de peste, supe in general, preparate din porc. Retetele sunt dobandite din generatii in generatii si au un anume fler andalucian ce ademenesc turistii sa mai vina si in viitor.
Festivale traditionale
In Malaga aproape peste tot exista festivaluri traditionale. Majoritatea festivalurilor au loc vara si se numesc fiestele sfantului lider sau mai bine cunoscute sunt ca si “feria”. Saptamana Sfanta e un important festival peste tot in Spania, mai ales in Andaluciia. Pe langa acestea sunt si numeroase festivaluri gastronomice ce au devenit foarte populare in ultimii 10 ani.
Coride
Lumea coridelor poate fi neintelesa si detestata de unii, dar ramane una din cele mai spectaculoase lucruri din Spania. Acest specatacol este o activitate de primavara si vara in Costa del Sol, si aici lupta cei mai buni toreadori. Cel mai vechi ring de tauri se afla in Ronda, datand din secolul 18 si este de asemenea unul foarte spectaculos din punct de vedere al arhitecturii.
Cele mai mari si cele mai importante ring-uri de tauri sunt in Malaga si Antequera desi sunt ring-uri si in Marbella, Fuengirola, Torremolinos, Benalmadena si Mijas, Carratraca – ultimele doau nefiind traditionale ca si constructie.
Parcuri tematice
Exista ceva pentru toata familia in Costa del Sol si asta include si persoanele tinere si copiii. Acestia iubesc parcurile tematice. Aici se gaseste si una din cele mai bune parcuri tematice wildlife (salbatice) din Europa : Selwo Aventura, in Estepona. Aici traiesc in semi-libertate peste 200 de specii de animale de pe 5 continente. Portul Selwo este versiunea maritima situate Benalmadena si aici este unicul acvariu din Spania. In Benalmadena se poate merge pe o telecabina pana la varful Muntelui Carramolo, pentru a putea admira peisajele de deasupra coastei, sau in zilele fără nori se poate chiar observa nordul coastei africane. La baza telecabinei din Parcul Tivoli, se afla o gradina botanica cu restaurante, baruri, teatre si atractii de toate felurile pentru intreaga familie.
Exista aici ceva important precum prietenia oamenilor si ambianta miilor de ani de istorie si peisajul frumos care aduc un plus experientei celor ce viziteaza aceste locuri. 
Acces 
Odata cu imbunatatirea retelelor de comunicatie si a mijloacelor de transport s-a sporit si viteza cu care se ajunge in Costa del Sol.
Calatorie cu avionul
Un procent mare de turisti care vin aici, in Costa del Sol, pentru a-si petrece vacanta ajung in regiune cu avionul. Primul contact pe care acestia il au este cu aeroportul de aici care se numeste Pablo Ruiz Picasso.
Aflat la 8 km de Malaga si la 5 km de Torremolinos, Aeroportul  Pablo Ruiz Picasso este “casa” a 80 de companii aeriene care conecteaza orasul Malaga de principalele orase din Spania, Europa, Africa de Nord. Orasele în care nu exista zboruri directe catre Malaga folosesc aeroporturile din Madris sau Barcelona pentru a face conexiune si astfel pentru a ajunge in Costa del Sol.
Odata ajunsi in aeroport, acei turisti care au cumparat pachete turistice vor fi intampinati de un ghid al agentie de calatorie care îi va duce catre hotel. Calatorii ce sosesc pe cont propriu pot alege dintre diversele mijloace de transport pentru a ajunge la destiantia lor.
Calatorind cu Taxi-ul
Sunt doua ranks de taxi-uri la aeroport, la Sosiri in Terminalul 1 si 2. Taximetrele sunt albe cu dungi albastre si au o placuta cu o lumina verde.
Calatorind cu autobuzul
Calatorii care vin catre Malaga sau Marbella pot lua autobuzul de la aeroport. Linia 19 a Empresa Malaguena de Transportes conecteaza aeroportul catre Paseo del Parque, catre centru Malaga, si are multe stopuri pe drum. Se opreste chiar si la statia Pasea de los Tilos, unde autobuzele pot fi luate pentru a ajunge oriunde in Provincia Malaga, sau se pot lua pentru a ajunge in alte destinatii din Andalucia sau Spania pe distanta lunga.
Frecventa autobuzelor fluctueaza de la 20 la 40 de minute.
Acestea sunt autobuze CTSA-PORTILLO care conecteaza Terminalul 1 si 2 cu statia de autobuze din Marbella. Acestea pleaca la fiecare 45 minute.
Calatorind cu trenurile de legatura
La cativa metri de aeroport, vizavi de Terminalul 2, se afla statia trenurilor de legatura. Calea ferata C-1 serveste partea vestica a Costei del Sol, de la Malaga catre Fuengirola, facand opriri in principalele orase turistice din apropierea satelor, de exemplu Torremolinos sau Benalmadena.
In orasul Malaga pasagerii se pot conecta pe lina C-2, de la Malaga la Alora trecand prin Valle del Guadalhorce, si ajungand la statia Maria Zambrano.
Calatorind cu trenurile de distanta lunga
Trenurile reprezinta al doilea mijloc de transport din punct de vedere al popularitatii
printre turistii care vin in Malaga. Popularitatea trenurilor a crescut datorita trenurilor ultra rapide (HST) Madrid-Malaga AVE.
HST conecteaza usor Madridul si Costa del Sol in 2 ore si 35 de minute sau in 3 ore, in functie de stopurile intermediare facute. Exista 11 trenuri  pe zi , in ambele directii, care fac retururi in fiecare zi. Reducerile se fac pentru biletele cumparate in avans. Unele opriri de alimentare a acestora se fac la statie Santa Ana din Antequera.
Intradevar orasul Malaga poate fi atins cu trenul din orice localitate din Spania, majoritatea calatoriilor se conecteaza cu Madrid sau Barcelona, unde ajung de asemenea trenurile directe catre Malaga.
Trenurile Arco Garcia Lorca si Talgo Tren Hotel fac legatura dintre Malaga si Barcelona, in timpe ce exista un tren saptamanal catre si spre Bilbao. 
Pentru pasagerii din orasele Andaluciei, statia Bobadilla din Antequera este statia de schimb, ceea ce inseamna ca este punctual în care pasagerii ar trebui sa schimbe liniile daca vin din alt oras care nu e direct conectat cu Malaga. De fapt pasagerii ce vin din alte orase decat Sevilla sau Cordoba trebuie sa se transfere la Bobadilla.
Inchirieri de masini
O alta optiune pentru a putea calatorii in cadrul provinciei Malga este cea de a inchiria o masina, cu sau fără sofer. Multe locuri de inchiriat masini au stand la aeroport si la statia Maria Zambrano din Malaga.
Malaga este provincial cu cele mai multe inchirieri de masini – peste 380- in Andalusia.
Aici se inchriaza vehicule de la mici la cele mai luxoase. Aici se pot inchiria masini pentru persoane cu handicap, masini rapide.
Calatorind cu barca
De asemenea se poate ajunge in Malaga si cu barca. Exista un bac care conecteaza orasul Malaga cu Melila, si sunt si multe curse de croaziera care pleaca de aici. Fiind in centrul orasului, portul este un loc din care se poate ajunge usor in toate partile provinciei cu alte mijloace de transport.
Calatorind cu masina
Soferii care vin la coasta pot lua autostrada A-4”Autovia de Andalucia”, sau autostrada A-7 “Autovia del Mediterraneo”. Cei ce calatoresc de-a lungul A-4 are trebui sa o ia pe A-92 inainte de a ajunge in Granada. Acest drum duce la Antequera, dar inainte de a ajunge aici, cei care merg spre Malaga ar trebui sa o ia pe A-45 la Archidona. Cei care aleg sa mearga pe A-7, fie ca vin de la Cadiz sau Valencia vor ajunge direct catre Costa del sol, dat fiind faptul ca autostrada este principalul drum care conecteaza locatiile de-a lungul coastei. A-7 devin drumul de vama AP-7 de la Guadiaro catre Fuengirola. Datorita marimii, infrastructurii de drum a Malagai este posibil ca masinile moderne sa traverse provincial in 2 ore. Artera principala este A-7, si se intinde pe 161 km pe malul marii. Este paralel catre drumul national N-340 de la Guadiaro la Maro. 
Dincolo de coasta, A-45 “Autovía de Málaga”, duce calatorii catre Córdoba via Antequera, in timp ce A-92 “Autovía de Andalucía” de la Sevilla catre Almeria, ajunge Malaga et Funete de Piedra si iese din provinvcie la Salinas, unde intra in Granada.
Drumul neterminant A-357 “Autovía del Guadalhorce”, conecteaza toate orasele din Valle del Guadalhorce si Sierra de las Nieves. In cele din urma, drumul A-397, care incepe in San Pedro de Alcantara, duce in Serrania de Ronda.
Populatie marime si climat
Costa del Sol este situata in sudul Peninsulei Iberica, ea reprezinta??? 161 de km ai coastei Malaga. De asemenea, se extinde, fără limite stabile, in provinciile Granadei si ale Cadizului la ambele capete.
Malaga este, mai mult sau mai putin in centrul coastei provinciei, divizand-o in 2 parti: Coasta del Sol estica si Coasta del Sol vestica. Orasul Malaga este, de asemenea, nodul de comunicare al provinciei.
Mergand la est de orasul Malaga, se ajunge la Costa del Sol estica, al carei centru urban la 12 km de-a lungul drumului, este Rincon de la Victoria, o renumita destinatie de vacanta pentru multi oameni din oras. Chiar langa, se afla Velez Malaga si Torre de mar, la 35 de km de orasul Malaga. Acesta este, de asemenea, o resursa renumita de turism pentru Spania. Torrox este la 46 de km distanta de oras, si a devenit o a doua casa pentru multi vizitatori germani ai Costa del Sol. Si Nerja, la 50 de km distanta de Malaga, este cel mai cunoscut resort din regiune si casa faimoasei pesteri Nerja.
Costa del Sol vestica este mult mai cunoscuta pe plan internationat decat partea estica. Primul oras care apare din partea vestica a orasului Malaga este Torremolinos, la 15 km distanta. In ordinea urmatoare, se ajunge la Benalmadena (22 km distanta de oras), la Fuengirola (27 de km distanta de oras) , in Mijas (31 de km distanta de oras), in Marbella (58 de km distanta de oras), in Estepona (85 de km distanta de oras) si in Manilva (97 de km distanta de oras).
Autostrada del Mediterraneo merge pe lungimea coastei, de la Nerja la Manilva, si, de asemenea exista vama, autostrada AP-7, care vireaza catre Fuengirola, pentru a lega toate centrele urbane pana la provincia Cadiz. Automobilistii ar trebui sa stie ca vama de fapt incepe mai departe de aeroportul din Malaga si ca nu se percepe nicio taxa pana la Fuengirola. Acolo, soferii trebuie sa paraseasca drumul daca doresc sa continue pe vechiul N-340, inspre Marbella.
Provincia Malaga, 7276 km patrati de suprafata, este cea mai mica provincie muntoasa din Andalusia si pe pozitia a doua, in ceea ce priveste numeroasele parti muntoase, dupa Teruel. Cu toate acestea, acest lucru, nu afecteaza comunicarile rutiere, toate partile provinciei fiind usor de accesat, chiar si in zonele cele mai muntoase.
Nivelul relativ plat al pamantului de langa coasta si climatul sau moderat sunt cauzele pentru care, aceasta parte de provinciei este cea mai populata si, prin urmare, cea mai bine dezvoltata. Orasul Malaga are o populatie de 550.000 de oameni, fiind al 6-lea oras, ca marime, din Spania. 
Provincia Malaga este constituita din 100 de municipalitati distribuite in 9 regiuni. Regiunea Malaga este limitata de catre adevaratele limite ale capitalei si se afla pe langa gura raului Guadalhorce, ocupand ceea ce este, in mod practic, centrul geografic al coastei marii. Are o suprafata de 385 km patrati si o populatie de aproape 600.000 de oameni. Astfel capitala provinciei Malaga este al 6-lea oras ca marime din Spania.
Regiunea Costa del Sol Axarquia este in punctul cel mai estic al provinciei Malaga si are o suprafata de peste 1000 de km patrati si o populatie de aproximativ 170.000 de oameni. Are 31 de municipii:  Alcaucín, Alfarnate, Alfarnatejo, Algarrobo, Almáchar, Árchez, Arenas, Benamargosa, Benamocarra, El Borge, Canillas de Aceituno, Canillas de Albaida, Colmenar, Comares, Cómpeta, Cútar, Frigiliana, Iznate, Macharaviaya, Moclinejo, Nerja, Periana, Rincón de la Victoria, Riogordo, Salares, Sayalonga, Sedella, Torrox, Totalán, La Viñuela si Vélez-Málaga. Cea din urma este capitala regiunii. Pe de alta parte, regiunea Antequera este situata in partea nordica a provinciei Malaga, intre sesul din zona rurala, si regiunea muntoasa, care leaga muntii Ronda cu teritoriul Axarquia. Cele 7 municipii care constituie regiunea Antequera sunt: Alameda, Casabermeja, Fuente de Piedra, Humilladero, Mollina, Villanueva de la Concepción si orasul istoric si plin de monumente, Antequera.
Costa del Sol vestica este compusa din municipiile Benahavís, Benalmádena, Casares, Estepona, Fuengirola, Manilva, Marbella, Mijas si Torremolinos. Ocupa fasia coastei care incepe cu orasul Malaga si se extinde pana la granita regiunii Cadiz. Are o suprafata de aproximativ 800 de km patrati, unde sunt concentrate cele mai renumite destinatii turistice, nu numai din provincia Malaga, ci din toata Spania.
Regiunea Guadalteba, in partea de nord a provinciei Malaga, isi trage numele de la unul dintre raurile care o traverseaza. Este constituita din municipiile Almargen, Ardales, Campillos, Cañete la Real, Carratraca, Cuevas del Becerro, Sierra de Yeguas si Teba. Cu exceptia municipiului Campillos, toate sunt sate cu mai putin de 5000 de locuitori.
Regiunea muntilor Ronda se afla in partea de nord-vest a provinciei Malaga si este compusa din 21 de municipalitati: Algatocín, Alpandeire, Arriate, Atajate, Benadalid, Benalauría, Benaoján, Benarrabá, Cartajima, Cortes de la Frontera, Faraján, Gaucín, Genalguacil, Igualeja, Jimera de Líbar, Jubrique, Júzcar, Montejaque, Parauta, Pujerra si orasul Ronda in sine. Acestea acopera cam 1260 de km patrati si sunt putin populate, cu numarul total de locuitori sub 60.000.
Regiunea Nororma este constituita din comunitatile Archidona (cea mai mare ca zona si ca populatie din acest district), Cuevas Bajas, Cuevas de San Marcos, Villanueva de Algaidas, Villanueva del Rosario, Villanueva del Trabuco si Villanueva de Tapia. Amandoua au o populatie de aproximativ 30.000 de oameni si o suprafata de 435 km patrati.
Regiunea Sierra de las Nieves in partea central-vestica a provinciei Malaga, este denumita dupa parcul natural Sierra de las Nieves, care a fost declarat rezervatie naturala, de catre UNESCO, in anul 1995. La poalele parcului se afla cele 9 municipii care alcatuiesc regiunea Alozaina, El Burgo, Casarabonela, Guaro, Istán, Monda, Ojén, Tolox si Yunquera.
Valea Guadalhorce, care poate fi numita o imensa gradina, cuprinde municipalitatile Alhaurín de la Torre, Alhaurín el Grande, Almogía, Álora, Cártama, Coín, Pizarra siValle de Abdalajís. Acest district se afla in imediata apropiere a orasului Malaga si prezinta bune conexiuni de drum. De asemenea se invecineaza cu unele regiuni de importanta turistica si ecologica.
Una din principalele motive pentru care Costa del Sol a devenit o destinatie turistica majora este datorita climatului mediteranean, cu vreme buna tot timpul anului si a temperaturii medii de 18 grade Celsius. In vara temperaturile variaza intre 25 si 30 de grade Celsius, iar iarna temperaturile scad rareori sub 14 grade Celsius. Climatul din interiorul provinciei este mai continental, cu temperature mai mari vara si mai mici iarna.
Caderea de precipitatii din Malaga are legatura cu peisajul montan si astfel variaza de la o regiune la alta. Media precipitatiilor este de 500 mm/an, iar in interior, intre 600–800 mm/an. In unele regiuni precum Ronda si regiunea muntoasa Grazalema precipitatiile pot atinge 1000.  Per total climatul provinciei Malaga permite desfasurarea turismului pe tot timpul anului.

## Costa de la Luz
Costa de la Luz (Coasta Luminii) reprezinta partrea vestica din linia costala Andalucia care are iesire la Oceanul Atlantic. Aici nisipul este mai fin si mai auriu decat este in Costa del Sol.  
Costa de la Luz este o destinatie pentru spanioli. Aceasta coasta insa a devenit din ce in ce mai populara pentru strainii aflati in vizita aici, mai ales pentru francezi si germani. Datorita cresterii nivelului de urbanizare si a turismului orientat spre dezvoltarea partilor costale ce au adus beneficii economice. 
Aici plajele prezinta o extensiune mai mare si de asemenea au si dune si pini. Aceasta parte a coastei spaniole nu prezinta la fel de multe hoteluri ca alte parti. Aici temperaturile sunt mai blande si datorita vantului puternic provenit de la Oceanul Atlantic aceasta coasta este favorabila celor care doresc sa practice surfing-ul.
In est catre Barbate in jurul lui Campo de Gibraltar se gasesc golfuri si zone stancoase.
Aceasta coasta este de regula divizata in doua parti Costa de la Luz (Provincia Huelva) ce se intinde de la granite cu Portugalia la parcul Donaña   si raul Guadalquivir. Costa de la Luz (Provincia Cadiz) se intide de la raul Guadalquivir la Tarifa ce se afla la gura Marii Mediterane. Pentru a ajunge de la o parte la alta trebuie sa se conduca trecandu-se prin orasul Sevilla.
Costa de la Luz din provincia Huelva se intinde de la raul Guadina care separa Portugalia de Spania la raul Guadalquivir in est. Aceasta parte a coastei Atlanticului prezinta plaje nisipoase, lungi, neatinse, alaturi de paduri de pin si dune nisipoase precum se gaseste in multe rezervatii de coasta.
Desi sunt expuse, plajele nu sunt la fel de afectate de vant precum cele din zona costala Cadiz. La mal sunt multe porturi pescaresti si statiuni moderne foarte populare printre vizitatorii spanioli. Aceste statiuni sunt separate de estuare si mlastini facand circulatia pe aici destul de dificila.
Aceasta regiune este plina de turisti in perioada iulie-august, iar in restul timpului aceasta regiune nu are prea multi turisti.
In comparative cu alte coaste, Coasta de la Luz din Andalucia si cea din Huelva pot oferi plaje virgine în care turistii in cautare de liniste se pot relaxa. Merita incercate plajele Playa de Castilla aflata la est de Matalascanas care se prelungeste de-a lungul Parcului Nationa Donana – o plaja de 25 km lungime. Exista o alta plaja tot in cadrul lui Playa de Castilla de 22 km lungime care se afla intre Matalascanas si Mazagon. Se mai gaseste aici si plaja Barra de El Rompido aflata la vest de orasul Huelva.
Orasul Huelva prezinta rafinarii de petrol si industrii ce reprezinta o pata pentru peisajul din jurul orasului. Unele statiuni sunt “eclipsate” de unele cladiri impunatoare, dar in general aceasta coasta a scăpat de dezvoltarea care a afectat alte coaste din Andalucia.
In continuare de-a lungul coastei avem statiunea si portul pescaresc al lui Isla Cristina, ce e inconjurata de malstini si de Parcul Natural Marismas de Isla Cristina.
Apoi se ajunge in est la plaja de la La Antilla, unde se afla micul port El Terron. Aici sunt privelisti de-a lungul estuarului raului Piedras catre satul pescaresc El Rompido si catre Parcul Natural Marismas del Rio Piedras y Flecha del Rompido.
Punta Umbria este cea mai mare statiune de pe Costa de la Luz si este cea mai apropiata de Huelva. Aici regasim plaje magnifice, mancare pescareasca foarte buna. Aceasta statiune e la marginea rezervatiei acvatice Paraje Natural Marismas del Odiel.
La este de Huelva se gaseste statiunea moderna de nivel mai scazut pe numele de Mazagon, ce prezinta cateva plaje excelente inclusiv una care este insotita de catre stanci impresionante. Mai la este Matalascanas, care desi e mai dezvoltat decat Mazagon, are plaje bune si este la doar cativa km de intrarea in Parcul Nacional de Donana. 
In continuare se va fi descrisa partea estica a coastei din provincia Cadiz.
De la nord la sud se regaseste o sectiune interesanta a coastei. Se ince la Sanlucar de Barrameda, ce prezinta nisipuri aurii inspre raul Guadalquivir si Parcul National Donana. Mai la sud, in jurul satului Chipiona si Rota se afla plaje cu nisip foarte fin. Orasul El Puerto de Santa Maria este faimos pentru restaurante de aici ce servesc soiuri de vin precum cel de Manzanilla. 
Orasul fortareata Cadiz este construit intr-o peninsula proeminenta in cadrul golfului Cadiz. Golful de aici este un parc natural, iar aici se gasesc km de plaje.
La sud de golf in Sancti Petri se afla o linie costala dominate de stanci, pini si golfuri. Aici este un parc natural al stancilor si pinilor din Barbate. Aici se gasesc si frumoasele sate costale precum cele de la Conil de la Frontera, Canos de Meca si Zahara de las Atunes, si Vejer care e fortificat. Aici intalnim si golful Bolonia ce prezinta ruine romane.
Apoi se ajunge la Tarifa care este capitala windsurfing-ului in Europa unde este cel mai bun vant pe plajele numite Paya Los Lances si Paya Valdevaqueros.
Costa de la Luz detine multe terenuri de golf, dintre care 19 sunt pe lista de golf de aici cu detalii specifice sportului. Aici este si un parc acvatic Aqualand Bahia – are 17 toboganuri, cafenele, zona de picnic, ideal pentru cei ce vin cu familia in vacanta.
Costa de la Luz prezinta clima mediteraneana tipica. Aici soarele straluceste intens timp de 300 de zile pe an, si in medie cam 11 ore pe zi in timpul verii.Iernile in Costa de la Luz sunt foarte blande, cu o durata de stralucire a soarelui de aproximativ 5 ore pe zi. Temperatura medie maxima in august este de 28 °C iar in decembrie este de 14 °C. 

### Clima din Costa de la Luz
Costa de la Luz prezinta precum am amintit anterior clima mediteraneana tipica, cu aproximativ 300 de zile cu soare intens, avand o medie de 11 ore de soare pe zi in timpul verii. Umiditatea se afla undeva in jur de 70%. Iernile in Costa de la Luz sunt foarte blande, cu o durata de stralucire a soarelui de aproximativ 5 ore pe zi. Temperatura medie maxima in august este de 28 °C iar in decembrie este de 14 °C.
De regula ploua maxim timp de 3 zile la rand. Cea mai secetoasa luna este iulie iar cea mai ploioasa perioada este intre ocotombrie si decembrie.
Temperatura apei este de regula mai mare decat cea a aerului, situandu-se undeva in jur de 21 °C in iunie si octombrie, iar in august atinge 25 °C.

#### Temperatura medie maxima in Costa de la Luz
Ianuarie	Februarie	Martie	Aprilie	Mai	Iunie	Iulie	August	Septembrie	Octombrei	Noiembrie	Decembrie
13 °C	14 °C	16 °C	17 °C	20 °C	24 °C	27 °C	28 °C	26 °C	21 °C	17 °C	14 °C
Temperatura medie minima in Costa de la Luz
Ianuarie	Februarie	Martie	Aprilie	Mai	Iunie	Iulie	August	Septembrie	Octombrei	Noiembrie	Decembrie
4 °C	5 °C	7 °C	8 °C	12 °C	16 °C	19 °C	19 °C	17 °C	12 °C	8 °C	6 °C

### Porturile din Costa de la Luz
Acestea sunt : Algeciras; America; Ayamonte (cu parcare, apa curentam, brigada de pompieri, benzina, toalete, dusuri); Barbate; Bonanza (cu parcare, benzina); Cadiz (cu apa potabila, electricitate, benzina, toalete, dusuri); Chipiona (cu parcare, benzina, toalete, lift de calatorie de 45 m); Elcano (cu apa potabila, electricitate, benzina, toalete, dusuri); El Terron (cu parcare, benzina, lift de calatorie de 32 m, loc de ancorare din nisip); Gallineras; Gelves (cu apa potabila, electricitate, benzia, toalete, dusuri); Huelva (cu macarale mobile, loc de stocare marfuri, loc de pescuit, mecanici); Isla Canela; Isla Cristina; Punta Umbria; Rota Marina; Sancti Petri; Santa Maria; Sevilla (cu docuri comerciale, port de logistica, zona de ancorare pentru ambarcațiuni, port turistic, statie de tren); Sherry; Sotogrande; Tarifa (cu apa potabila, toalete si dusuri, benzina)

### Plajele din Costa de la Luz
Aceste plaje sunt: Bolonia; Camposoto; Casita Azul; Castillo; Central;  Chica; Cortadura; Fuentebravia; Isla Antilla; Isla Canela; La Antilla; La Barrosa; La Bota; La Cachucha; La Caleta; La Calita; La Muralla; La Puntilla; La Redondela; La Victoria; Lances; Levante (cu ape dure si nisip auriu); Los Enebrales (ape moderate, si nisip fin si auriu); Mata Negra; Nueva Umbria; Punta Caiman; Punta Moral; Punta Umbria; Sancti Petri; Santa Catalina; Santa Maria del Mar; Santana; Urrutia (prezinta ape temperate si nisip auriu foarte fin); Valdelagrana; Valdevaqueros (aflat in Tarifa, aici se practica sporturile nautice).

### Zboruri pana la Costa de la Luz
Eixsta numeroase companii aeriene care zboara aici din toata Europa. Dintre companiile aeriene si tour operatorii ce zboara aici mentionam: Air Berlin, Air Europa, Air Plus, Futura, Hapag Lloyd, Iberia, LTU, Ryanair, Thomas Cook, Transavia Airlines.
Ce se poate vizita in Costa de la Luz
Se pot vizita o serie de obiective precum : ruinele antice; Catedrala Cadiz; Biserica San Juan; Scoala de echitatie; Manastirea Santa Clara; o serie de muzee precum : Cadiz (cu artefacte romane si feniciene), Muzeul de arta ecvestra; Provincial;  se pot vizita parcuri naturale precum Parko Coto Donana, Parcul Grazalema, Huelva; se poate merge la teatru in diverse locuri , de exemplu la teatrul: Cadiz, Huelva, Tavira.

### Fiestele din Costa de la Luz
Andalucia fiestas – se tine in fiecare an in februarie, timp de o saptamana, timp în care au loc carnavaluri ce celebreaza ziua Andaluciei; 
El Rocio Fiestas – se tine annual in mai sau iunie, se celebreaza langa orasul Ayamonte de langa raul Guadalquivir – de regula participa peste 1 milion de persoane;
Aracena Fiestas – se tine in fiecare august in Huelva, unde are loc festival de muzica in castel;
Galaroza Fiestas- se tine in fiecare septembrie in muntii satului Galaroza, unde are loc o fiesta ce se termina cu o bataie cu apa;
Huelva Film Fiestas – se tine in fiecare noiembrie, si are loc in Huelva unde se organizeaza un festival de film;
Jerez Horse Fiestas – se tine in fiecare mai si este o fiesta cu cai in orasul Jerez de la Frontera in cadrul Parcului Gonzalez Hontoria 
Costa Galicia incepe la Vegadeo sau mai precis la podul care se intinde pester au. Primul de la Rias Altas sau estuarele superioare imbogatesc cunostintele calatorului cu idée cuprinzatoare a privelistii care il asteapta de aici pana la Costa de la Muerte si Cabo de Finisterre, unde Rias Bajas sau estuarele de jos incep. Rbadeo este un oras portuar vechi care descinde din zona portuara Plaza de Mayor. Calatorul poate admira imprejurimile lui Ribadeo. 
Mino este situată pe coasta, în așa-numita "Marine CORUNESA", cu o suprafață de 35 kilometri pătrați și are drumurile principale, cum ar fi N-651 New York - Ferrol, sau se intinde pe Autostrada A-9 ținând un debușeu în Minho, în Playa Grande. 
Toate acestea îl pune aproape de locatii-cheie din provincie, astfel încât, A Coruna și Ferrol sunt la distanta de 20 de minute, Betanzos, Pontedeume și Sada sunt abia la 10 minute și Santiago de Compostela la 45 de minute. 
Pentru sediul acesteia, cu excelente  atractii pentru timpul liber, multe plaje potrivite pentru inot, odihnă și sporturi de apă, în diversele sale forme: scufundări, canotaj, yachting, canotaj, windsurfing, printre altele, care se concentreaza în atractivitatea de această natură. 
O altă opțiune este de a lua un tur în interiorul, adânc în lumea de Pazos, casele si agricole, unde a fost un nobil și popular amestec de echilibru. 
Biserici și sanctuare, romane, gotice, baroc si Art Nouveau, fântâni, grădini și mori de apă, se pot observa pe numeroasele trasee. 
Traseul Mina este un pelerinaj la Santiago de Compostela, cunoscut sub numele de "calea de engleză", aici se poate ajunge pe jos, fiind astfel o ocazie excelentă de a admira patrimoniului istoric și artistice ale zonei.

## Costa Verde
Costa Verde include coastele din Asturias si Cantabria insa aici se poate include si coasta bascilor.
Costa Verde (coasta verde) se afla in partea nordica a coastelor spaniole si este un loc frumos si atractiv din puncte de vedere a vegetatiei si a muntilor care coboara inspre marea de aici.
Aceasta zona nordica a Spaniei este bine cunoscuta pentru gastronomia de aici care include preparate extrase din mare precum scoici, pesti.
Coasta prezinta terenuri dure si mici varfuri deluraose si plaje nisipoase intre care se insereaza sate pescaresti. De regula turistii de aici sunt spanioli.

### Ghid al regiunii
Principatul Asturias este format din o singura provincie a cărei capitala este la Oviedo. La nordul Spaniei se afla, intre Cantabria si Galicia, coasta.. Coasta Verde este una din principalele atractii turistice din nordul Spaniei. Asturias prezinta un peisaj magic pe suprafata sa. Este inconjurat de regiuni inalte muntoase ale Cordilierei Cantabrice, regiune marginita natural, intre Golful Biscaya la nord si regiunea Castilla y Leon in sud.
In Asturias peisajul este de-a dreptul impresionant aici fiind munti inalti pe care se poate asterne zapada, aici se gasesc lacuri limpezi, ravene bine cizelate, vai si pasuri abrupte, mici sate pescaresti si exista spatii intens impadurite.

### Prezentare
Picos de Europa se poate observa din aproape orice punct ai privi de pe mal. Acest nume a fost vine de la navigatorii trecutului care venind dinspre lumea noua, au vazut Picos ceea ce a fost primul lucru vizibil dinspre Europa. Regiunea Picos este “turnul” unei regiuni care prezinta rauri bogate in somon si pastrav, vii si chiar si case de ferma.  
Costa Verde are o extensiune de 350 km în care se afla plaje cu nisip fin, sute de promenade, mici golfuri, porturi si comunitati pescaresti. Aici se pot descoperi poteci, colturi de natura, si locuri pline de cultura si istorie. Aici se poate participa la festivaluri in aer liber si chiar la fieste traditionale, sau se poate petrece toata noapte ori se poate petrece timpul facand plaja.
Climatul din Asturias este similar celui atlantic spaniol, caracterizat de prezenta ploilor si a temperaturilor moderate cu exceptia zonelor muntoase. Acest climat aproape perfect face din Asturias un loc ideal de vacanta.
Principalele atractii sunt Way of Santiago ce prezinta multe monumente si Ruta de la Plata “ruta argintie” care este una din cele mai vechi cai de comunicatii din Peninsula Iberica. Ambele rute duc catre Asturias.
Aici exista si interesante urme preistorice ce merita vazute. Acestea sunt ramasitele umande de la asezarea omeneasca din Asturias ce dateaza din epoca pietrei. Cele mai cunoscute sunt pestera Tito Bustillo aflata langa Ribadesella, El Pindal, El Buxu, si Candamo, toate fiind exemple ale arte paleolitice si ale artei atnice din cadrul asezarilor celtice omenesti de aici.
Asturias este un loc plin de valori culturale ce asteapta sa fie descoperite de catre turistii ce vin aici in vizita. Aici se gaseste o interesanta muzica populara, ce include cimpoiul. Datorita originlor celtice din aceasta regiune cimpoiul Ga este mai frecvent decat chitara in cadrul trupelor din sate. 
In Asturias exista un stil architectural prorpiu numit “prerom” care se poate observa in catedralele din Oviedo ce dateaza din secolele 9 si 10. Aici se tine, in fiecare primavara, un “Carneval” care se mai numeste “antroux” in Aviles.
In Asturias se comina cu success natura, istoria si arta. Cateva exemple ar fi Catedrala Santa Maria care e gotica, turnul in stil renascentist care se afla pe vilele si palatele din regiune.
Aici se gasesc cele mai interesante obiceiuri din Spania. Artizanatul si gastronomia au reputatie insemnata. Aici se serveste “Fabada” o mancare traditionala ce este facuta din boabe de fasole speciale, si carnaciori. Aici se fac si importante preparate de branza si cedru.
Daca te afli in Asturias merita sa vizitezi cel putin aceste orase Oviedo, Gijo si Avilesc care se afla in patrimonial umanitar UNESCo datorita monumentelor prezente in aceste orase. Mai mult de atat, aproape o treime din Asturias este recunoscuta ca o rezervatie naturala protejata – aici exista 4 rezervatii naturale recunoscute chiar rezervatii biosferice de catre UNESCO.

### Plajele din Costa Verde
Acestea sunt:
Playa Xago – aceasta plaja este extinsa, nisipoasa, si pentru a ajunge la ea turistii trebuie sa merga pe jos. Aici nu exista facilitati asa ca e bine ca turistii sa isi aduca cele necesare pentru plaja. Plaja se afla la baza unui munte inalt care se poate chiar catara pentru a putea admira privelistea superba de aici.
Playa de Barayo o de la Vega – aceasta plaja este o plaja de nudisti localizata in Valdes. Este o plaja intinsa si destul de solitara. Apa de aici este calma, si aici exista un estuar lung de un km, si chiar si un loc de camping in apropiere.
Cobijeru – este o plaja salbatica, inconjurata de formatiuni stancoase. Pentru a ajunge aici trebuie intai mers la Buelna de unde se merge pe jos printre formatiunile stancoase. 
Plaja de aici prezinta ape ideale pentru a practica scufundari si snorkeling. Aici exista cateva golfuri. Nici aici nu exista facilitati moderne precum in alte coaste spaniole.

### Practicarea sportului in Costa Verde
Costa Verde s-a dezvoltat ca si o destinatie eco-turistica. Aici se practica o varietate de sporturi precum pescuitul, navigatia, echitatia, alpinismul, schiatul si alte activitati pe apa. Aici se poate pescui pestele de apa proaspata datorita multitudinii de lacuri, rauri și bancuri de somon si pastrav brun de aici. La Gijon este un port pentru ambarcațiuni de tipul yachturilor. Aici în regiune se mai pot practica scufundări, se poate juca golf pe terenurile elegante de aici.

### Mancare si bautura din Costa Verde
Regiunea Asturias este bine cunoscuta pentru arta culinara prezenta aici. Aceasta regiune este bogata atat in peisaj litoral cat si montan. In Costa Verde exista terenuri fertile, zone munotase, paduri si rauri curate. Gastronomia asturiana reflecta bogatiile naturale de aici prin delicatesele facute. In aceasta regiune se poate gasi peste proaspat si mancare marina, carne, fructe, legume si produse din lapte. 
In Asturias preparatele contin ingrediente simple precum peste proaspat si mariscos adus din recifele din Golful Biscaya; somon si pastrav adusi din rauri; miel. Merita incercata “fabada” care este tocana din boabe de fasole si porc. Alte delicatese sunt embutidos tipicos de la tierra si chorizo y lac.
In Asturias se produce vin de mere sidra, bautura tipica a regiunilor pastorale verzi de aici. Aceasta bautura este populara atat printre spanioli cat si printre turisti. Sidra asturiana meriata incercata de oricine, fiind considerate cea mai buna din lume.
Aceasta regiune prezinta si un sortiment interesant de branzeturi. Gamoneu este extreme de delicious dar cel mai bun este de departe Queso de Cabrales. Aceasta branza din valea Cabrales este moale si invelita in frunze de castan si este depozitat in pesteri umede pentru a se “maturiza”. Deserturile de aici include arroz con leche – este o delicioasa budica cu crema de lapte scufundata in orez; si trebuie mentionat si mantequilla care este cel mai bun unt din Spania.

### Traditiile din Costa Verde
Traditia numita El Campanu implica primul somon prins in ziua de deschidere a acestei sarbatori. Somonul acesta este scos la licitatie in cadrul celor mai bune restaurante madrilene iar de regula pestele se vind pe sume mari de peseta. Presa este foarte atrasa de acest subiect, insa datorita faptului ca s-a interzis in ultimii ani comercializarea pestilor de apa proaspata ar pute duce la sistarea acestei traditii.

### Atractii din Costa Verde
Sunt multe atractii dintre care merita mentionate urmatoarele:
Catedrala Plaza de Alfonso II el Casto – este o catedrala aflata in capitala Asturias si anume in Oviedo. Prezinta incrustatii deosebite, camera sfanta detine exemplare de arta sacra ce pot fi vizitate desigur contra-cost. Orasul Oviedo prezinta multe cladiri construite in stil gotic, si datand din secolele 14, 15.
Muzeul Arheologic Calle San Vicente 5 – se afla in capitala Oviedo. Aici se poate invata despre trecutul regiunii Asturias. Inainte de a fi muzeu aici era o manastire, iar acum aceasta cladire adaposteste artefacte antice din regiune. Intrarea este gratuita iar cladirea in sine este un obiectiv turistic.
Santa Mar del Naranco – este un palat grandios din Oviedo. Acest palat prezinta o arhitectura pre romana impresionanta. Palatul este plin de istorie si actioneaza ca si un bun punct de belvedere.
Santa Mar del Naranco – Picos este primul parc national din Spania. Varfurile de aici sunt spectaculoase si prezinta zapada pe suprafata lor. In zona se pot observa alpinistii si cei carora le place sa calatoreasca prin munti.

## Costa Vasca
Costa Vasca
Marea Cantabrica si Muntii Pirinei au creat un peisaj compus din nuante de verde si coaste dure cu estuare scurte, si munti acoperiti de plaje si paduri.
Timp de secole locuitorii de aici au fost marinari, lucratori pe ferme, oieri si acestia vorbesc o limba unica a cărei origini este aproape un mit. Se zice ca totul a inceput cu Sugaar un persoanj mitic basc ce a avut o relatie de iubire cu o printesa ce a trait in Mundaka. De la unirea acestora s-a nascut Juan Zuria, primul stapan al Biscayei. Bascii cred ca scunt descendentii acestui taram adica euskaldunak – un popor ce si-a pastrat traditiile, si care nu a reusit sa se apere de invadatori si au format un ciclu etnic. In secolul al 14-lea pescarii basci ajunsesera deja in Islanda si Groenlanda unde s-au stability pe coastele noii descoperite Canada. Primul om care a calatorit in jurul lumii, Juan Sebastian Elcano, avea origini in Getaria si Legazpi, a cucerit Filipinele, de la Zumaraga. Fermele se afla mai incolo de satele pescaresti. Casele de la tara raman inima vietii bascilor ce stau la tara. Agricultura de aici se bazeaza pe fermele de aici ceea ce inseamna ca pamantul este intesn exploatat. Cealalta ocupatie traditionala a bascilor de aici este pastoritul, oieritul. Oierii detin de obicei propriile lor turme. Cand nu era situatia de asa natura acestia emigrau. Multi din acesti oieri ce au emigrat ajunsesera in Canada si Statele Unite ale Americii. Industria de aici a inceput sa se dezvolte la inceputul secolului 20, impreuna cu comertul.